# Алессандро Дель П'єро
Алесса́ндро Дель П'є́ро (італ. Alessandro Del Piero; нар. 9 листопада 1974, Конельяно, Венето, Італія) — італійський футболіст, який виступав на позиції нападника. Більшу частину кар'єри провів у «Ювентусі», захищаючи кольори цієї команди протягом 19 років (1993—2012), з 2001 року був капітаном команди. П'ятиразовий чемпіон Італії. Професіональну кар'єру розпочав у «Падові» (1991—1993), а завершив в індійському «Делі Дайнамос» (2014—2015). У складі збірної Італії в 2006 році виграв чемпіонат світу в Німеччині.
Алессандро Дель П'єро включений до списку 125 найкращих футболістів за версією ФІФА, який складений Пеле напередодні настання нового століття. 77-й у списку найкращих футболістів XX століття за версією журналу «World Soccer». Також Алессандро увійшов до числа найкращих футболістів останнього 50-річчя за версією Золотого ювілейного голосування УЄФА. 2000 року він був найбільш високооплачуваним футболістом світу, якщо враховувати зарплату, бонуси й відрахування за рекламу. Бразильські футболісти Пату та Роналдінью заявили, що Дель П'єро є їхнім кумиром. Поряд з трьома нагородами, отриманими Дель П'єро за джентльменську гру, він також є володарем почесної премії «Golden Foot», яку вручають за персональні заслуги.
На поле він зазвичай займав позицію відтягнутого форварда, розташовуючись між номінальними нападником і півзахисником. Місце на полі поблизу штрафного майданчика суперника іноді називають «Зона Дель П'єро» (італ. La Zona Del Piero), натякаючи на те, що значну частину своїх голів футболіст забивав саме з цієї дистанції.
Станом на 19 серпня 2017 року футболіст утримує позицію найкращого бомбардира «Ювентуса» всіх часів. Дель П'єро також є лідером за кількістю матчів за «стару синьйору». Він займає десяте місце в списку голеадорів Ліги чемпіонів УЄФА. У національній збірній Італії Дель П'єро ділить четверте місце за забитими м'ячами з Роберто Баджо.

## Біографія
Алессандро народився 9 листопада 1974 року в містечку Конельяно на північному сході Італії. Став другою дитиною в сім'ї, будучи на дев'ять років молодшим від старшого брата Стефано. Мати футболіста, Бруна, — домогосподарка; батько, Джино, довгий час пропрацював електриком, помер у 2001 році. Дель П'єро проживав з братом Стефано, який з 2007 року працює його агентом, і двома прийомними сестрами румунського походження.
Наслідуючи гравців 1980-х років, Марко ван Бастена та Мішеля Платіні, Сандро ганяв м'яч на задньому дворі рідної домівки разом зі своїми друзями: Нельсо, П'єрпаоло і Джованні-Паоло. Вся трійця мріяла в майбутньому стати професійними футболістами, однак здійснити цю мрію зумів лише сам Дель П'єро. Сім'я Дель П'єро жила у звичайному сільському будинку в Сан-Вендем'яно. Поряд з футболом іншою пристрастю юного Алессандро залишалися подорожі. Розцінюючи свої шанси на успішну спортивну кар'єру близькими до нуля, він думав про професію далекобійника, що хоч якось могло компенсувати спрагу мандрів через відсутність у сім'ї великих коштів.
Однак, відмовлятися від футболу Дель П'єро-молодший все-таки не поспішав. Батько майбутнього футболіста, Джино Дель П'єро допомагав синові під час тренувань та позитивно сприймав бажання Алессандро грати у футбол. Його першою командою став місцевий «Сан-Вендем'яно». Саме мати привела семирічного Алессандро до його першого тренера — Умберто Престо. Тоді він виступав на позиції голкіпера, що було також обумовлено вибором матері, яка вважала, що так її син швидше убезпечить себе від ймовірної травми. Одного разу Стефано сказав матері: «Хіба ти не бачиш, які в Алекса навички в нападі?» Після цього Алекс став грати в атаці.

## Клубна кар'єра

### «Падова»— перший професійний клуб
Першим клубом, який помітив Алессандро, став «Торіно», з молодіжною командою якого юнак готувався підписати контракт. Але тоді переходу завадила мати футболіста, яка була переконана, що він «занадто маленький, аби виїхати далеко від дому». У віці 13 років Дель П'єро помітили скаути «Падови», яка на той час виступала в Серії B. Він покинув рідне місто з метою продовжити свою футбольну освіту в справжній спортивній школі. 
Дебют у першості за дорослу команду відбувся в сезоні 1991/92, коли травму отримав основний нападник клубу — Анджело Мотроне. Першим виходом стала гра з перших хвилин проти «П'яченци», а першим голом нападник відзначився вже наступного сезону — 1992/93. У першому сезоні (1991/92) Дель П'єро провів 4 гри, у другому (1992/93) — 10, забивши свій перший м'яч у професіональній кар'єрі. Це трапилося 22 листопада 1992 року в матчі проти «Тернани», Дель П'єро вийшов на заміну і зробив власний внесок у розгром суперників з рахунком 5:0. Про команду він згадував:
|                         | Що мені подобалося в «Падуї» — так це міцний зв'язок з дорослою командою. Ми часом тренувалися разом з дорослими гравцями першої команди. Більш того, над кожним з молодих гравців шефствував хто-небудь з професіоналів. Мені в наставники дістався Анджело Ді Лівіо. Людина вимоглива, часом жорстка, але дуже справедлива й уважна. Саме Анджело і поставив мені удар, навчив бити повз стінку, віддавати передачі. Я був дуже радий, коли в «Ювентусі» наші дороги знову перетнулися |
| — Алессандро Дель П'єро | |

### «Ювентус»

#### Перші успіхи у великому футболі
Дуже своєрідна манера гри Пінтуріккіо відразу ж прикувала до нього увагу громадськості. Уже в 1993 році два гранди італійського футболу, «Ювентус» і «Мілан», зробили пропозиції Алессандро перейти до них. Керівники «Падови» вирішили не втручатися, розуміючи, що останнє слово за футболістом, і Дель П'єро вибрав туринський клуб. Сума угоди склала 2 млн доларів.
Після нетривалого виступу за юнацьку команду Дель П'єро дебютував в основному складі клубу Серії А. Гра відбулася 12 вересня 1993 року проти «Фоджі» й завершилася нічиєю 1:1. А вже в наступній зустрічі з «Реджиною» Дель П'єро забив свій перший гол. У поєдинку 28-го туру з «Пармою» Алессандро Дель П'єро вперше вийшов на поле в стартовому складі, відзначивши це хет-триком. Перший поєдинок у кубку Італії за участю Дель П'єро також завершився з рахунком 1:1. 6 жовтня 1993 року в другому попередньому раунді в Турині в поєдинку проти «Венеції» Алекс на 53-й хвилині замінив Зорана Бана. Всього ж у сезоні 1993/94 років він провів 14 матчів (у тому числі 11 у лізі), забивши п'ять м'ячів.
|                    | Я зустрів Алекса в Прімавері, і він вже був феноменальним гравцем. Він був настільки сміливий, що ми дозволили собі натиснути на тренера з метою спробувати його в головній команді. Він володів прекрасними ігровими характеристиками, подібними лише до великих футболістів. Кожен, хто бачив його в справі, говорив: «Цей — зможе». |
| — Анджело Ді Лівіо | |

Спочатку йому було важко пробитися в основу через зірку клубу Роберто Баджо. Іншими відомими персонами в лінії атаки були Джанлука Віаллі та Фабріціо Раванеллі. Хоча 20-річний Дель П'єро виходив на поле регулярно, але забивав не дуже багато. Сезон 1994/95 року став важливою віхою в житті футболіста: провівши в чемпіонаті 29 ігор і забивши 8 м'ячів, він завоював для себе й клубу скудетто. Згодом їх буде ще сім: в сезонах 1996/97, 1997/98, 2001/02, 2002/03, 2004/05, 2005/06, 2011/12 років (титулів 2004/05 і 2005/06 років «Ювентуса» позбавили внаслідок корупційного скандалу).
Цей же сезон (1994/95) став для команди доволі переломним. Цьому посприяла зміна тренера Джованні Трапаттоні, новим наставником став Марчелло Ліппі. Призначення позначилося і на Дель П'єро, він почав більше з'являтися в основному складі, тим самим нав'язавши конкуренцію трійці гравців Баджо — Віаллі — Раванеллі, які відрізнялися великою кількістю забитих м'ячів, і був визнаний найкращим молодим гравцем національної першості. У зв'язку з цим його хотіла купити «Парма», але Марчелло Ліппі не відпустив Сандро. Дель П'єро виправдав довіру тренера й забив декілька красивих м'ячів у віртуозному виконанні, деякі фахівці почали порівнювати його з Мішелем Платіні та Роберто Баджо. Один з його голів зробив його відомим за межами Італії — у матчі проти «Фіорентіни» «Ювентус» спочатку програвав з рахунком 0:2, після чого «б'янконері» забили 2 м'ячі а Дель П'єро проходом від центру поля забив переможний м'яч, у підсумку його команда виграла з рахунком 3:2. У Кубку УЄФА Дель П'єро також забив гол у ворота ЦСКА (Софія), але його команда програла з рахунком 2:3, проте УЄФА анулював результат зустрічі і присудив ЦСКА технічну поразку через участь у матчі незаявленого гравця — Петара Міхтарського. У тому сезоні «Ювентус» виграв чемпіонат Італії після дев'ятирічної перерви. До того ж був виграний ще й Кубок Італії, лише Кубок УЄФА не скорився «Старій Синьйорі»: у фіналі вони програли «Пармі». Алессандро Дель П'єро зіграв 50 матчів і забив 10 м'ячів. Окрім цього, в останньому матчі розіграшу чемпіонату Дель П'єро вперше вийшов на поле у футболці під номером 10, яка до того належала беззмінному лідеру «Юве» Роберто Баджо. До десятки в Дель П'єро не було постійного номера, так як правило про обов'язкове закріплення номера за гравцем ввели тільки з наступного сезону.

#### Пік кар'єри
Влітку 1995 року Баджо перейшов до «Мілану», тому Алессандро отримав шанс від нового тренера команди — Марчело Ліппі. Але перед цим, у віці 22 років, Дель П'єро, як того вимагає закон, був призваний до лав національної армії. Повернувшись через 10 місяців, Сандро заграв зі звичною самовіддачею, й «Ювентусу» нарешті підкорилася Ліга чемпіонів. 13 вересня у поєдинку проти «Боруссії» (Дортмунд), ударом з дальньої дистанції (у майбутньому ці постріли стануть «фірмовими» в Алекса), він відзначився дебютним голом у Лізі чемпіонів. Того сезону Сандро став основним гравцем команди в єврокубках, відзначився 5-ма голами у 5-и матчах поспіль — рекорд для гравців «Ювентуса» (лише через 20 років цей рекорд побив Альваро Мората). Також допоміг команді в 1/4 фіналі, забивши у ворота мадридського «Реала», у півфіналі «Юве» пройшов «Нант».  Шість забитих м'ячів у тому турнірі стали другим найкращим результатом (після голеадора «Аякса» — фіна Ярі Літманена), а «стара синьйора» виграла трофей, перемігши у фіналі «Аякс» у серії післяматчевих пенальті. Слідом за Лігою чемпіонів прийшов успіх в Міжконтинентальному кубку. Перемога над «Рівер Плейт» у Токіо зробила «Стару Синьйору» найсильнішим клубом на планеті, а Дель П'єро — володарем «Призу Тойоти» як найціннішого гравця того матчу. Блискуче провели туринці ігри за Суперкубок Європи з французьким ПСЖ — впевнені перемоги 6:1 і 3:1 (у другій грі 2 м'ячі на рахунку Алессандро Дель Пєро). У цей час до нападника «старої синьйори» вже причепилося прізвисько «Пінтуріккіо» (італ. pinturicchio), яке з італійської означає щось типу «живописець». Так висловився про Дель П'єро Джанні Аньєллі — один з керівників «Ювентуса» та «Фіату». Роком пізніше «Пінтуріккіо» визнали найкращим гравцем Італії. Також він був номінований на премію «Золотий м'яч». За підсумками 1995 року журналісти європейських футбольних видань поставили Алекса на 4 місце в класифікації цієї престижної нагороди. Таке саме визнання прийшло до італійця й 1996 року — теж 4 місце.
У 1996 році до «Ювентуса» перейшов талановитий француз Зінедін Зідан, який разом з Дель П'єро діяв у ранзі перехідної ланки між серединою поля і нападом. У нападі виступав Крістіан Вієрі. Але Вієрі влітку 1997 року віддали до «Атлетіко» (Мадрид), а головні сподівання покладали на найкращого голеадора «Аталанти» (24 голи в чемпіонаті 1996/97) Філіппо Індзагі.
У листопаді 1996 року Алессандро допоміг «Ювентусу» пройти до 1/8 фіналу Ліги чемпіонів, забивши м'яч у ворота «Манчестер Юнайтед». 23 лютого 1997 року в матчі проти «Фіорентіни» забив 50-й м'яч за «Юве». Також він виграв Суперкубок УЄФА, забивши в другому матчі 2 м'ячі. Він ледь вдруге не тріумфував у Лізі чемпіонів, але «Юве» зазнав поразки від дортмундської «Боруссії». У чемпіонаті став володарем Скудетто та найкращим бомбардиром команди.
Розпочав сезон 1996/97 років з гола у ворота «Феєнорда» в Лізі чемпіонів, цим він побив рекорд Паоло Россі (11 голів) і наблизився до рекорду Мішеля Платіні; 21 вересня в матчі проти «Брешії» забив перший м'яч у чемпіонаті; 1 жовтня 1997 в матчі проти «Манчестер Юнайтед» став автором найшвидшого голу в історії Ліги чемпіонів, забивши вже на 20-й секунді. Він був одним з шести гравців «Ювентуса», яких номінували на премію «Золотий м'яч». У третьому раунді кубку Італії проти «Лечче» забив перший м'яч у турнірі, гра закінчилася з рахунком 2:0; 6 грудня забив два м'ячі в поєдинку проти «Лаціо»; 21 грудня оформив хет-трик, забивши «Емполі»; у матчі проти «Мілана», 28 березня, забив двічі; 1 квітня 1998 року, у матчі проти «Монако» оформив хет-трик, який дозволив йому побити рекорд Мішеля Платіні за кількістю м'ячів у Лізі чемпіонів, це зробило його найкращим бомбардиром «Ювентуса» в даному турнірі. Він забив 5 м'ячів на груповому етапі і ще 5 у раунді плей-оф. Допоміг «Юве» потрапити до третього поспіль фіналу. Але напередодні поєдинку Дель П'єро отримав травму. 24 квітня, у матчі проти «Інтера» забив вирішальний м'яч, який приніс команді титул чемпіона. За сезон забив 21 м'яч у Серії А, 10 — у Лізі чемпіонів та 1 — у Кубку Італії. Уже третій рік поспіль був включений ESM у команду року і був визнаний найкращим футболістом Італії.
Незважаючи на неприязні стосунки між двома нападниками (цей антагонізм керівництво клубу намагалося приховати від преси), загалом пара Дель П'єро-Індзагі дуже результативно провела сезон 1997/98 років. Філіппо Індзагі відзначився 18-ма голами в чемпіонаті Італії та 6-ма у єврокубках, а «Пінтуріккіо» відзначився 10-ма голами в євротурнірах та 21-м у національному чемпіонаті. «Б'янконері» потужно грали у Лізі чемпіонів, де дісталися аж до фіналу. На стадії плей-оф італійці вибили київське «Динамо» у чвертьфіналі — 1:1 у Турині та 4:1 у Києві (хет-трик Піппо та 1 гол «Пінтуріккіо») і «Монако» в півфіналі. Але у фіналі «Ювентус» програв «Реалу» 0:1.

#### Проблеми з травмами
Сезон 1998/99 років розпочався для Дель П'єро з голу в матчі проти «Лаціо» за Суперкубок Італії, якого було достатньо для «Ювентуса», щоб виграти трофей. Потім він відзначився голом у дербі Італії проти «Інтера». Напередодні свого дня народження, 8 листопада, на 92-ій хвилині матчу проти «Удінезе», отримав травму — розрив зовнішніх і внутрішніх хрестоподібних зв'язок. Його лікували хірурги зі США, реабілітаційний період тривав 9 місяців. А «стара синьйора» провалила той сезон, посівши 6 місце. Путівку до Кубка УЄФА потрібно було здобувати пройшовши через Кубок Інтертото. Пізніше «Юве» виграв Кубок Інтертото, але посів сьоме місце в Серії А. Незабаром керівництво клубу уклало з Дель П'єро новий п'ятирічний контракт, тим самим давши зрозуміти, що все ще розраховує на допомогу футболіста. Незважаючи на значні суми — за контрактом 1999 року Алессандро Дель П'єро отримував щомісячну зарплату в 10 мільйонів лір, що перевищувало аналогічні показники таких футболістів, як Роналду або Крістіан В'єрі. Алессандро Дель П'єро продовжив свій контракт з «Ювентусом» до 2010 року. «Це був вирішальний вибір у моїй кар'єрі і в моєму житті, — сказав Алессандро. — „Ювентус“ дав мені багато, і я хочу продовжувати перемагати тут».
Повернення Алекса після травми минуло не дуже успішно, ситуація також ускладнювалася приходом нового головного тренера, Карло Анчелотті, який сповідував оборонний стиль, а це означало те, що потрібно було добре зарекомендувати себе перед новим наставником. Сезон розпочався з голу «Удінезе». Дель П'єро забив м'яч у півфіналі Кубка Інтертото, а також зробив результативну передачу у фіналі турніру, у Кубку УЄФА забив гол у матчі проти «Омонії», чим вніс і свою лепту в перемогу над кіпріотами з сумарним рахунком 10:2. Понад півроку нападник відновлював кондиції. Повернення Алессандро Дель П'єро відбулося лише 4 липня 1999 року в домашньому поєдинку Кубка Інтертото проти російського «Ростсільмашу». На 55-й хвилині улюбленець трибун вийшов на заміну і через 21 хвилину відзначився голом. «Юве» переміг 5:1. Переважну більшість ігор сезону 1999/00 років туринці так би мовити «сушили» аби лише втримати мінімальну перевагу, 1:0. Алекс віддав 20 гольових пасів за весь сезон, але відзначився 12 влучними ударами (9 у чемпіонаті). «Ювентус» хоч і мав перед фінішем декілька очок відриву від переслідувачів, у підсумку став другим. Команда забила лише 46 м'ячів у чемпіонаті, тоді як, наприклад, чемпіон «Лаціо» мав 64 забиті м'ячі, а третій «Мілан» — 65.
Хоча футболіст знову вийшов на найвищий, міжнародний рівень, але прогрес, який був очевидним до травми, було зупинено. Після того випадку Дель П'єро вже не називали серед реальних кандидатів на «Золотий м'яч», а стиль став менш ефектним.
Ювентус та Дель П'єро розпочали сезон потужно, й Алекс відзначився дебютним голом 30 листопада проти «Наполі», але після цього знову травмувався, через що втратив форму й тривалий час після відновлення не міг забити.  Алекс забив вирішальний м'яч у Неаполі в поєдинку проти місцевого «Наполі», а потім знову вибув з тренувального процесу через проблеми з м'язами. 18 лютого 2001 року в грі проти «Барі» Дель П'єро забив м'яч, якому радів зі сльозами на знак відданості своєму батькові, який помер за декілька днів до цього. Цей епізод став переломним у кар'єрі гравця: завершення сезону Алессандро провів дуже вдало й повернув впевненість у власних силах. Також відзначився голом у нічийному (2:2) поєдинку проти «Роми». За підсумками сезону «Юве» зайняв 2-е місце.

#### Нові успіхи

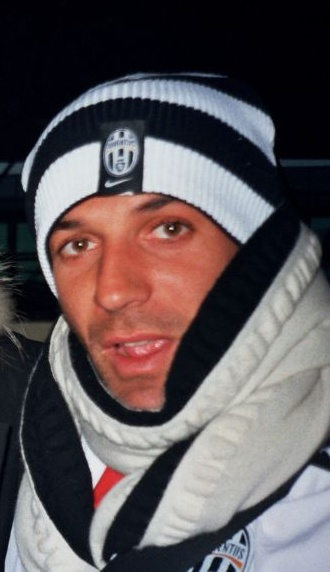
Дель П'єро в 2005 році

Повернення Марчелло Ліппі на пост тренера «Ювентуса» сприяло подальшому зростанню в кар'єрі Дель П'єро. У сезоні 2001/02 років він відзначився 21 голом і наприкінці сезону отримав капітанську пов'язку. У дебютному матчі проти «Венеції» два м'ячі забив Трезеге й Алессандро. Незабаром Алекс наздогнав і перевищив рубіж у 100 м'ячів у чорно-білій майці. Також зробив дубль у дербі проти «Торіно». За всю кар'єру Дель П'єро відзначився 4-ма голами в туринському дербі. 23 жовтня, знову ж у Лізі чемпіонів, він забив у ворота «Порту», у той час як у національному кубку, 9 грудня, забив «Мілану». 31 жовтня 2001 року реалізував штрафний, який став 27-им за рахунком голом у єврокубках, Сандро побив рекорд клубу, який раніше належав Роберто Беттезі. В останній день національної першості 5 травня 2002 року, завдяки поразці «Інтера» з рахунком 2:4 в матчі проти «Лаціо» і перемозі «Ювентуса» з рахунком 2:0 над «Удінезе», де Дель П'єро також забив, він став чемпіоном Італії вчетверте в кар'єрі (і вперше як капітан). Пара Дель П'єро й Трезеге була визнана найрезультативнішою в Європі.
Сезон 2002/03 років розпочав краще серед усіх нападників у чемпіонаті, з 10 м'ячами в перших 7 матчах за «Ювентус», також він забив «оформив дубль» у Суперкубку. 19 жовтня 2002 року забив «Інтеру» 131 м'яч за «Ювентус» і зрівнявся з П'єтро Анастазі. Він відіграв значну роль для команди в Лізі чемпіонів, забивши 5 голів. Він відзначився і в останньому півфіналі проти мадридського «Реалу», матч виграли туринці. У фіналі після безгольовою нічиї, у серії пенальті «Юве» програв «Мілану» 2:3. Алекс закінчив сезон з титулом найкращого бомбардира «Ювентуса» в Серії А й Лізі чемпіонів (разом з Павелом Недведом).
Дель П'єро розпочав сезон 2003/04 років у Серії А, як і попередні два, з азартом: «Ювентус» переміг «Емполі» з розгромним рахунком 5:1. У жовтні він був представлений всьоме у своїй кар'єрі як претендент на Золотий м'яч. 18 грудня, у Сієні, в рамках кубку Італії він забив 150-й м'яч за «Ювентус» і, через місяць, у тій же Сієні, але в чемпіонаті, Алекс оформив четвертий хет-трик у кар'єрі. Став володарем Суперкубку Італії з «Ювентусом» після перемоги в серії післяматчевих пенальті над «Міланом», для Сандро це був уже четвертий подібний трофей. Також він забив м'яч у програному фіналі кубка Італії проти «Лаціо».
У 2005 році Дель П'єро сформував вельми результативну зв'язку з Давідом Трезеге. У цьому сезоні він вже не був лідером «Юве» і часто залишався на лавці запасних, в основному через появу Златана Ібрагімовича. Але розпочав сезон з голу «Юргордену», також забив «Баварії». 9 січня забив м'яч «Ліворно», тим самим побивши рекорд Феліче Бореля. 30 січня 2005 року забив 167-ий м'яч за Ювентус і досяг рекорду Омара Сіворі. 8 травня Алекс ударом через себе віддав гольовий пас Давіду Трезеге в матчі на «Сан-Сіро» проти «Мілана». Ця перемога принесла Алессандро та його команді чергове золото. Також забив м'яч «Кальярі». У сезоні Дель П'єро забив 17 м'ячів.
Сезон 2005/06 років розпочався для Дель П'єро добре, він забив два м'ячі в лізі проти «Асколі». У матчі проти «Ліворно», 6 листопада, він побив рекорд Роберто Беттеги за кількістю забитих м'ячів клубу в чемпіонаті. 10 січня 2006 року в другому турі кубка Італії він забив три голи в ворота «Фіорентіни». Ці три голи допомогли Дель П'єро перевершити рекорд Джамп'єро Боніперті результативності «Ювентуса» у всіх турнірах . 12 лютого 2006 року, Алекс забив м'яч у туринському дербі. Всього за сезон у нього на рахунку було 20 голів, з них три в Лізі чемпіонів, п'ять у кубку Італії, де він став найкращим бомбардиром. Закрив сезон Алекс голом «Реджині». На чемпіонат світу до Німеччини Дель П'єро потрапив не без труднощів, у Марчело Ліппі були й інші варіанти, але він взяв саме Сандро.
Таким чином, під керівництвом Фабіо Капелло туринський клуб двічі поспіль — у сезонах 2004-05 і 2005-06 вигравав чемпіонат Італії, але підозріла прихильність суддів до «б'янконері» стала причиною розслідування влітку 2006 року. Виявили докази підкупу арбітрів і у команди відібрали чемпіонські титули 2005 та 2006 років і понизили в класі — до Серії B.

#### У Серії B

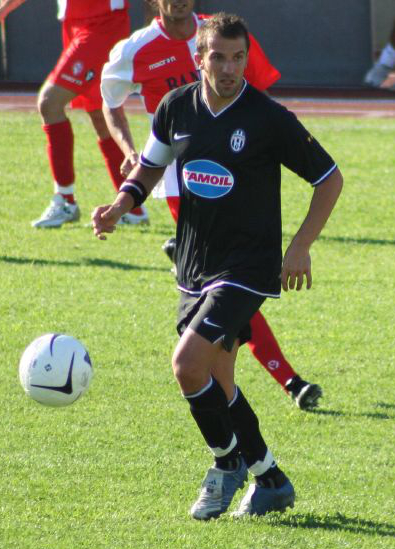
Дель П'єро в матчі Серії B проти «Ріміні»

Відхід лідерів «Ювентуса» внаслідок зниження в класі спровокував зміну поколінь: в умовах різкої нестачі кадрів шанс заявити про себе отримали багато резервістів, у тому числі — молодь. Італійські вболівальники дізналися про таких талановитих гравців, як Федеріко Бальцаретті, Клаудіо Маркізіо, Раффаеле Палладіно; набрав оптимальну форму болгарський форвард Валерій Божинов.
Виліт «Ювентуса» в Серію B з 17 очками штрафу був рішенням у справі щодо «Моджіполі». 23 серпня Дель П'єро забив переможний м'яч у поєдинку кубка Італії проти «Чезени». Перший матч у Серії B «Стара Синьйора» провела проти «Ріміні», зустріч закінчилася з рахунком 1:1. 16 вересня Алекс зіграв 500-й матч у кар'єрі (486 у «Ювентусі» та 14 у «Падові»), цю подію він відзначив голом у матчі проти «Віченци». Варто додати, що Сандро забив 200-й м'яч у «Ювентусі» в поєдинку з «Фрозіноне», новачком Серії В. 20 січня 2007 року зіграв 500-й матч за «Ювентус», на честь цього пошили футболку Дель П'єро 500. Він закрив рахунок голам, оформивши дубль у матчі проти «Ареццо», зустріч з яким завершилася з рахунком 5:1 на користь туринців. За сезон відзначився 20 голами, що зробило його найкращим бомбардиром Серії В.

#### Повернення до Серії A

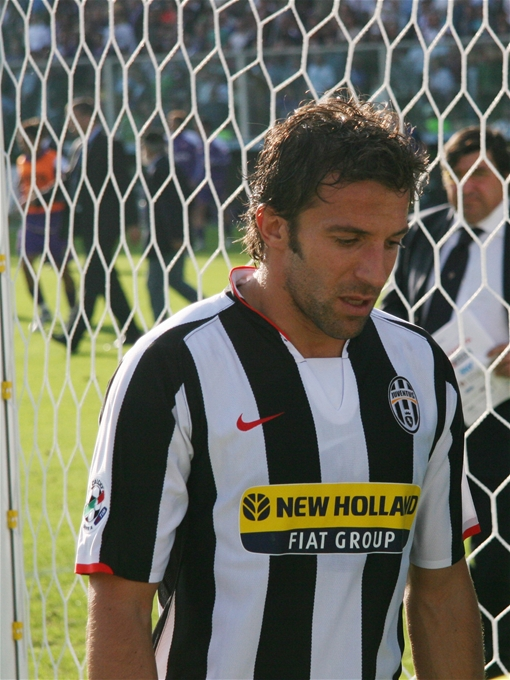
Дель П'єро в сезоні 2007/08 року

Після повернення «Ювентуса» до Серії A Дель П'єро протягом місяця вів переговори з новим керівництвом клубу щодо нового контракту. Переговори пройшли успішно, нова угода мала діяти до 30 червня 2010 року, цей поворот був досить неочікуваним для гравця, оскільки за два тижні до цього Клаудіо Раньєрі залишив Алекса на лаві для запасних у поєдинку Серії A проти «Фіорентіни».
15 грудня 2007 року Дель П'єро двічі відзначився у воротах «Лаціо» і вдруге поспіль потрапив до збірної тижня Серії А. У лютому 2008 року відзначився голом (ударом зі штрафного) у переможному (1:0) поєдинку Серії A проти «Роми». 6 квітня 2008 року оновив рекорд Гаетано Ширеа, який до цього у складі «Ювентуса» в усіх футбольних змаганнях провів 552 матчі. У квітні він відзначився 7-ма голами в 5-ти поєдинках Серії A, включно з хет-триком у переможному (4:0) виїзному поєдинку проти «Аталанти».
В останньому турі Серії A 2007/08 відзначився двома голами в нічийному (3:3) поєдинку проти «Сампдорії». Завдяки цьому «дублю» Алекс довів лік забитим м'ячам до 21-го й завоював приз Капоканонньєрі Серії A, вперше протягом своєї кар'єри, випередивши партнера по команді Давіда Трезеге (20 голів) та Марко Борріелло (19 голів), а також повторив свій найкращий сезон у Серії A 1997/98 років. Став другим італійцем, який двічі поспіль став найкращим бомбардиром у двох найвищих дивізіонах італійського чемпіонату. Першим кому підкорилося це досягнення став колишній гравець «Ювентуса» та головний герой Чемпіонат світу 1982 Паоло Россі. 26 липня отримав приз Ширеа. «Ювентус» фінішував у Серії A 2007/08 на 3-му місці, що дозволило йому кваліфікуватися для участі в Лізі чемпіонів наступного сезону.
Напередодні початку нового сезону (2008/09) головний тренер «Ювентуса» Клаудіо Раньєрі заявив, що Дель П'єро проведе цей сезон добре також, або й навіть ще краще, ніж попередній. У серпні 2008 року Дель П'єро оголосив, що буде продовжувати виступати на професіональному рівні в складі «Ювентуса» допоки йому не виповниться 40 років.Після двох років перерви «Юве» нарешті грав у Лізі чемпіонів УЄФА, пройшовши через попередній етап. На груповому етапі італійці виступали разом з мадридським «Реалом» та переможцем кубку УЄФА санкт-петербурзьким «Зенітом». Алекс відзначив повернення «Старої Синьйори» до Ліги чемпіонів голом зі штрафного з 38 метрів, чим приніс перемогу «Юве» з рахунком 1:0. 21 жовтня Дель П'єро відіграв вирішальну роль у складі «Ювентуса» в переможному (2:1) поєдинку в Турині проти мадридського «Реалу», відзначившись голом з дальньої дистанції вже на 5-й хвилині зустрічі.
5 листопада 2008 року «Ювентус» та «Реал» зустрілися вже на стадіоні Сантьяго Бернабеу в Лізі чемпіонів. Італійці перемогли з рахунком 2:0, ця перемога стала першою з 1962 року, яку «Юве» здобули в Мадриді, а сам Дель П'єро відзначився 2-а голами й заслужив похвалу від Раньєрі та головного тренера мадридців, Бернда Шустера. Коли гравця замінили й він залишав поле, «фани обох клубів проводжали його стоячи».  Проте кампанія «Ювентуса» у Лізі чемпіонів провалилася вже в другому раунді проти «Челсі». Незважаючи на реалізацію пенальті в Турині, Алекс не завадив поразці «Старої Синьйори» з сукупним рахунком 2:3, оскільки гол Дідьє Дрогба вивів лондонців до наступного раунду. Окрім цього, він зіграв свій 115-й матч у єврокубках. 31 травня він отримав нагороду найвпізнаванішого гравця сезону. А 17 липня продовжив контракт з «Ювентусом» до 2011 року.
29 листопада 2008 року Алекс забив свій 250-й м'яч у Серії А в матчі 14 туру в ворота «Реджини». Це сталося на 74-й хвилині матчу, коли капітан «Старої Синьйори» реалізував одинадцятиметровий удар. В чемпіонаті Італії «Ювентус» боровся з «Міланом» за друге місце, яке автоматично надавало путівку до Ліги чемпіонів. У передостанній грі Серії A, в якій «Юве» з рахунком 3:0 переміг «Сієну» Алекс був справжнім «мотором» команди, відзначившись двома голами та віддавши результативну передачу на Клаудіо Маркізіо, який відзначився останнім у тому поєдинку третім голом й довів безпрограшну серію старої синьйори до семи поспіль безпрограшних матчів. В останньому турі «Ювентус» переміг «Лаціо» й за рахунок переваги в очних протистояннях з «Міланом» вирвав срібні медалі Серії А.
Травма лівого м'язу стегна в середині серпня змусила Дель П'єро пропустити перші 6 ігор наступного сезону. Він дебютував у лізі 27 вересня 2009 року, коли вийшов на останній хвилині в матчі проти «Болоньї» (1:1) і подолав планку 400 виступів в Серії А. 1 жовтня знову пошкодив м'яз. Він забив з гострого кута «Ромі» на Стадіо Олімпіко в Турині. У березні 2010 року, оформивши «дубль» у ворота «Болоньї», Дель П'єро тим самим забив свої 300-й і 301-й м'ячі в кар'єрі (включаючи ігри за основну й молодіжну збірні). Алекс завершив сезон найкращим бомбардиром команди з 11 голами.

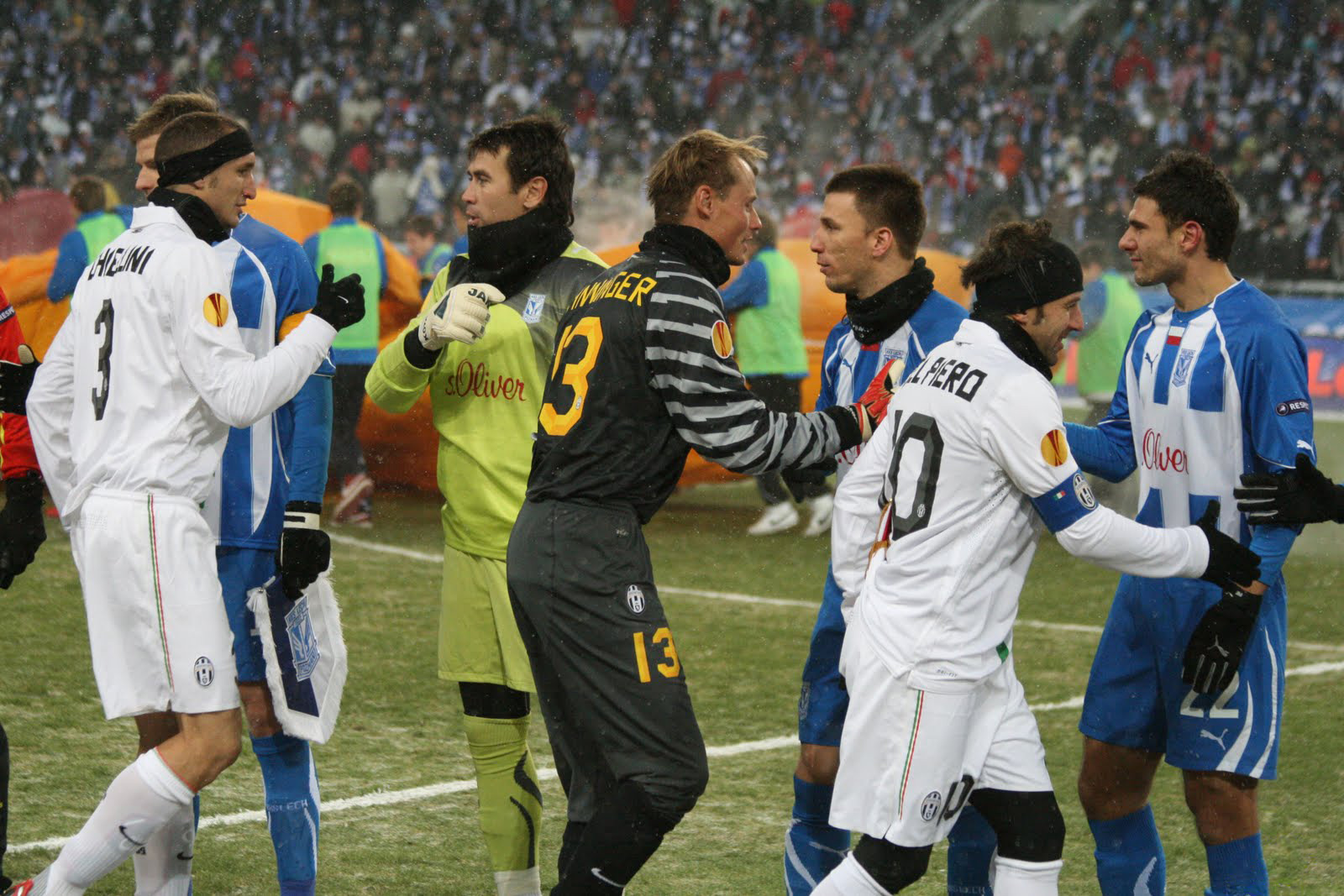
Дель П'єро (праворуч) напередодні матчу Ліги Європи в 2010 році

Сезон 2010/2011 розпочався з серії голів у Лізі чемпіонів: у першому матчі першого кваліфікаційного раунду проти «Шемрок Роверс» Дель П'єро забив з 33 метрів. 30 жовтня в матчі проти «Мілана» «Стара Синьйора» виграла 2:1, а Дель П'єро знову забив. Оформив дубль у ворота «Катанії». Алессандро став найкращим бомбардиром італійського футболу по голам за один клуб. Алекс закінчив сезон з 11 голами і шістьма передачами, ставши найкращим бомбардиром «Юве» вже дев'ятий раз у кар'єрі. Наприкінці квітня 2011 року підписав новий контракт, замість 4 мільйонів євро Алекс мав отримувати 1 мільйон, але в угоді були передбачені різноманітні бонуси за командні та особисті досягнення.
Новий тренер «Юве», Антоніо Конте розпочав купувати нових гравців, і через це Сандро був витіснений зі складу. Згодомм стало відомо, що клуб не розраховує на свого ветерана. Сезон розпочався з дебюту на новій арені «Ювентус Стедіум». 24 січня 2012 року Дель П'єро забив свій перший м'яч на новому стадіоні у чвертьфіналі кубка Італії проти «Роми», він також забив у півфіналі в матчі проти «Мілана» в Турині. 21 березня 2012 року в 1/2 фіналі кубку Італії проти «Мілана» перевершив рекорд Гаетано Ширеа (Алекс зіграв 48 610 хвилин, в той час як Ширеа провів у футболці «Юве» 48 559 хвилин). 25 березня на стадіоні «Ювентус Стедіум» він забив свій перший м'яч у сезоні в Серії А міланському «Інтеру». 11 квітня, після того, як Вучиничу вдалося на останніх хвилинах у матчі проти «Лаціо» забити м'яч, Дель П'єро, для якого цей матч був 700-м у «Ювентусі», забив переможний м'яч. 13 травня 2012 року зіграв свій останній матч на чемпіонаті з «Ювентусом» проти «Аталанти» і забив 290-й гол у своїй кар'єрі за «Юве». 30 квітня 2012 року в одному з інтерв'ю представникам ЗМІ заявив, що фінальний матч національного кубку стане для нього останнім у футболці туринського клубу. У фіналі кубка Італії проти «Наполі» він вийшов у стартовому складі і мав декілька можливостей забити зі штрафних, його замінили в другому таймі, але «Ювентус» програв з рахунком 0:2, причому це була перша поразка команди в сезоні, після матчу партнери по команді понесли Дель П'єро на руках. Варто зазначити, що гравці «Ювентуса» на честь свого капітана в тому поєдинку вийшли у формі зі спеціальною нашивкою «12 вересня 1993 — 20 травня 2012 року. Одна любов». Усього за сезон він провів 28 матчів і забив 5 м'ячів.

#### Завершення кар'єри в «Ювентусі»

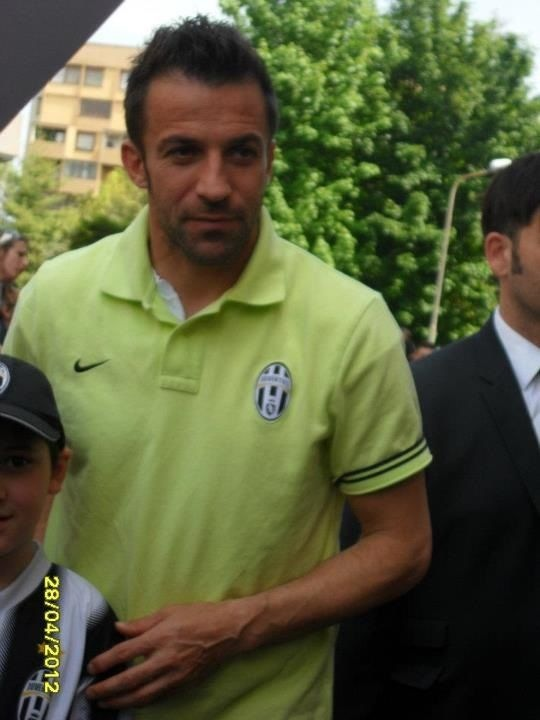
Дель П'єро напередодні матчу з «Новарою» в квітні 2012 року

У жовтні 2011 року Андреа Аньєллі, президент «Ювентуса», сказав, що сезон 2011/2012 стане для Алессандро останнім у складі «Старої Синьйори». Сам Дель П'єро сказав:
|  | Питаєте, чи засмучений я? Трохи. Взагалі такі речі, як правило, подаються дещо по-іншому. Незважаючи на це, не бачу необхідності, щоб уточнювати щось у президента. Зараз я зосереджуся на справах команди, але буду думати і про своє майбутнє. Поки ж з цього приводу жодного рішення я не прийняв. |

30 червня подякував уболівальникам у відкритому листі, який написав у день закінчення контракту. Влітку 2013 року номер «10» отримав новачок команди Карлос Тевес.

### Після «Ювентусу»

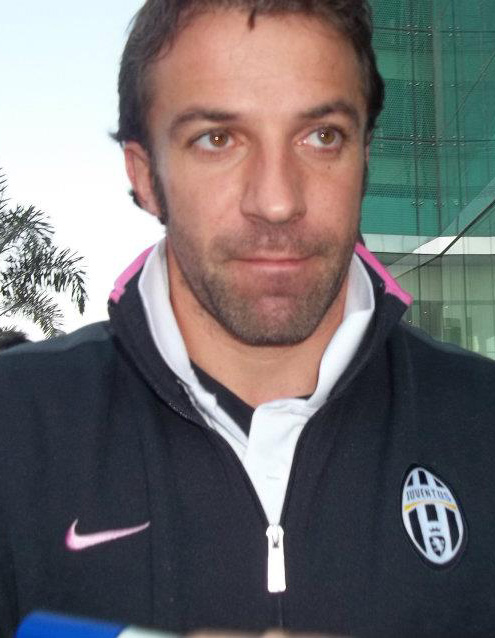
Дель П'єро на зборах у Дубаї в 2012 році

#### Міжсезоння
Після фіналу Кубка Італії проти «Наполі» Дель П'єро став вільним агентом.
|  | Я ще не вирішив, де продовжу кар'єру, але сумнівів у тому, що в наступному році я буду грати, немає. Зараз необхідно зробити оптимальний вибір. Я ніколи не зможу грати в Італії за інший клуб, це вище моїх принципів. |

Були чутки що Дель П'єро поїде в Таїланд грати за «Муанг Тонг Юнайтед» або в Бразильський «Фламенгу». На нього претендували ще 2 бразильських гранди: «Крузейро» і «Корінтіанс». Також в Алекса були пропозиції від «Мілана», «Сьйона», «Селтіка», «Олімпіакоса», «Малаги», «Монреаль Імпакт» та «Анжі». Був варіант й з аргентинським «Рівер Плейтом», в якому йому пропонували зарплатню в 1,5 мільйони євро на рік. В одному з інтерв'ю Алекс заявив, що «обожнює [англійську] прем'єр-лігу...» та «хотів би там пограти перед виходом на пенсію», цим вирішили скористатися англійські «Ліверпуль» та «Саутгемптон», але жоден клуб не зміг домовитися з Сандро. Пізніше він сказав, що Ноел Галлахер запропонував йому перейти в «Манчестер Сіті».

#### «Сідней»

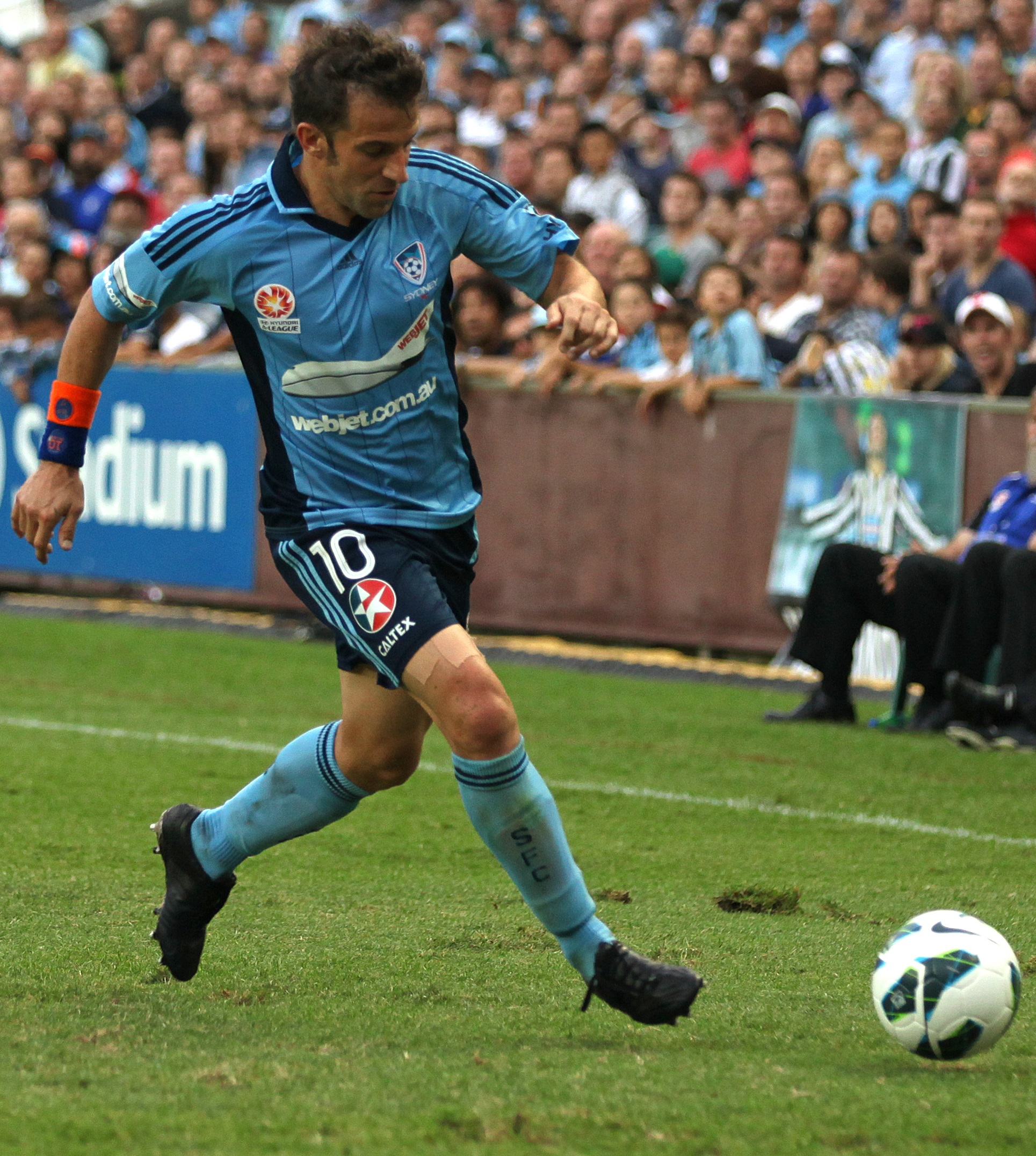
Дель П'єро в «Сіднеї»

Наприкінці трансферного вікна Дель П'єро перейшов у «Сідней». 5 вересня 2012 року з гравцем підписаний 2-річний контракт, який став найдорожчим в історії австралійського футболу. Він отримав 10 номер. 6 жовтня 2012 року зіграв перший матч за нову команду. Форвард провів на полі всі 90 хвилин і був близьким до взяття воріт у кінцівці зустрічі. 3 жовтня забив м'яч зі штрафного, у грі проти «Ньюкасл Юнайтед Джетс», але матч закінчився поразкою «Сіднея» з рахунком 2:3. Забив також переможний м'яч у першому сіднейському дербі проти «Вестерн Сідней Вондерерз», добивши м'яч у ворота після того, як воротар відбив пенальті. Також відзначився голом з 11-и метрової позначки у ворота «Перт Глорі». 9 листопада відзначив свій 39-й день народження реалізованим пенальті у ворота «Мельбурн Вікторі». Команда з Сіднею у меншості змогла втримати перемогу в тому поєдинку (3:2). 17 листопада зробив дубль у матчі проти «Брисбен Роар». У матчі проти «Мельбурн Харт» Дель П'єро отримав травму. 19 січня 2013 року забив 4 м'ячі в ворота «Веллінгтон Фенікс». 21 лютого футболіст підтвердив, що залишиться в клубі й на наступний сезон 2013/14 років. За підсумками сезону «Сідней» зайняв 7-ме місце і не потрапив у міні-турнір, перемога в якому дозволяє виступати в Лізі чемпіонів АФК. Дель П'єро став володарем чотирьох нагород: найкращий футболіст клубу, найкращий гравець за версією вболівальників, найкращий гравець чемпіонату Австралії і найкращий бомбардир команди. Також увійшов до символічної збірної турніру. У вересні Алексу довірили капітанську пов'язку. Він сказав: 
|  | Це велика честь для мене, отримати капітанську пов'язку. Для мене це момент великої гордості, і я обіцяю віддати все, щоб допомогти команді виграти чемпіонат. |

Перший м'яч у новому сезоні забитий 11 жовтня у ворота «Ньюкасл Джетс», «Сідней» виграв 2:0. 6 квітня 2014 року 40-річний Алекс відзначився двома голами та гольовою передачею в поєдинку австралійського чемпіонату проти «Веллінгтон Фенікс», в якому «Сідней» переміг з рахунком 4:1.
Наприкінці квітня 2014 року заявив, що після закінчення сезону залишить «Сідней», але не збирається завершувати кар'єру гравця.
10 серпня 2014 року Дель П'єро з капітанською пов'язкою вивів команду всіх зірок А-ліги на матч проти свого колишнього клубу, «Ювентуса». Гра проходила в Сіднеї перед 55-тисячною публікою на стадіоні «Австралія». Дель П'єро під овації замінили на 63-й хвилині матчу на Девіда Вільямса. «Ювентус» на останніх хвилинах забив переможний м'яч і виграв з рахунком 3:2.

### «Делі Дайнамос»
23 серпня 2014 року в пресі з'явилися повідомлення, що Дель П'єро вів переговори з «Делі Дайнамос», який буде грати в першому сезоні індійської Суперліги. Його брат, Стефано Дель П'єро, сказав: 
|  | Протягом останніх (небагатьох) тижнів ми отримували пропозиції від декількох команд, не тільки з Індії, але й з інших країн. Відносно Алессандро проявляли великий інтерес. |

 28 серпня 2014 року офіційно підписав контракт з індійським клубом на чотири місяці. Дель П'єро дебютував за «Делі Дайнамос» 14 жовтня в матчі проти «Пуне Сіті», за який виступав його колишній партнер по «Ювентусу», Давід Трезеге. Матч завершився безгольовою нічиєю, а Дель П'єро отримав високу оцінку від експертів за свою гру. 9 грудня Дель П'єро забив перший гол за «Делі Дайнамос», італієць вразив ворота клубу «Ченнаї» ударом зі штрафного на 53-й хвилині матчу, гра завершилася внічию 2:2.
У жовтні 2015 року, провівши майже рік без клубу, Дель П'єро офіційно оголосив про закінчення кар'єри і намір стати тренером.

## Збірна

### Молодіжні збірні
Розпочав кар'єру в збірній з команди U-17 в складі якої взяв участь у чемпіонаті світу 1991 року, де зіграв три матчі й забив м'яч у ворота збірної Китаю. У 1992 і 1993 роках забив 12 м'ячів у чотирнадцяти іграх з командою U-18. У складі команди U-19 виграв чемпіонат Європи серед молоді в 1992 і в 1994 роках.

### Національна збірна

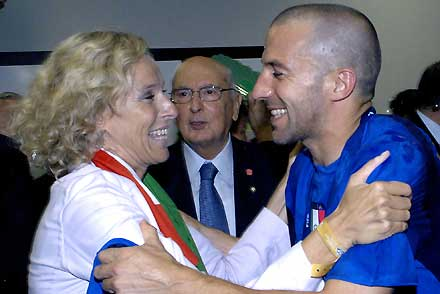
Джованна Меландрі та Дель П'єро радіють перемозі на чемпіонаті світу 2006 року

Алессандро Дель П'єро дебютував у національній команді своєї країни ще в 1995 році. Незабаром після цього його викликали на чемпіонат Європи 1996 року, проте провів на ньому тільки 45 хвилин, будучи заміненим у перерві матчу зі збірною Росії.
У 1997 він входив до складу нового головного тренера Чезаре Мальдіні на «Турнірі Франції», який проходив з 3 по 11 червня. Окрім Італії на турнірі грали Англія, Франція і Бразилія. За підсумками турніру став найкращим бомбардиром з 3 голами, забивши 2 м'ячі збірній Бразилії і один м'яч Франції.
На чемпіонаті світу 1998 року в лінії атаки виступали Крістіан Вієрі та Роберто Баджо. Дель П'єро зіграв на груповому етапі проти збірної Камеруну та проти збірної Австрії. Надалі тренер вирішив зробити «Пінтуріккіо» основним гравцем. У 1/8 проти збірної Норвегії Сандро замінили на 78-й хвилині. У чвертьфіналі проти Франції замінений на 67-й хвилині. «Скуадра адзурра» вибула з турніру у чвертьфіналі.
На чемпіонаті Європи 2000 року основними були Франческо Тотті та Філіппо Індзагі. Але Дель П'єро також зробив великий внесок у завоювання збірною срібних медалей. У матчі групового етапу проти Швеції, єдиному для Алекса, який він розпочав зі стартового складу, забив переможний м'яч на 88-й хвилині гри: пройшов між двох захисників і вдарив у кут воріт. У чвертьфінальному матчі проти Румунії Дель П'єро вийшов на заміну, але відзначитися йому не вдалося. У фіналі, проти збірної Франції, італійці програли, при тому, що до 90-ї хвилини вели 1:0: все змінив гол Сільвена Вільтора, після якого було призначено додатковий час, золотим голом відзначився майбутній одноклубник Дель П'єро, Давід Трезеге.
Наступним великим турніром Алессандро став японсько-корейський «мундіаль» 2002 року. Примітно, що саме гол футболіста, проведений у ворота угорців, допоміг Італії кваліфікуватися на цю світову першість. У тріумфальному першому матчі фінального турніру проти Еквадору Дель П'єро увійшов у гру на 74 хвилині, але в наступному матчі проти Хорватії він не грав. М'яч, забитий ним у ворота збірної Мексики, вивів «Скуадру Адзурру» в 1/8 фіналу, однак на цей раз вона не змогла дійти навіть до чвертьфіналу турніру.

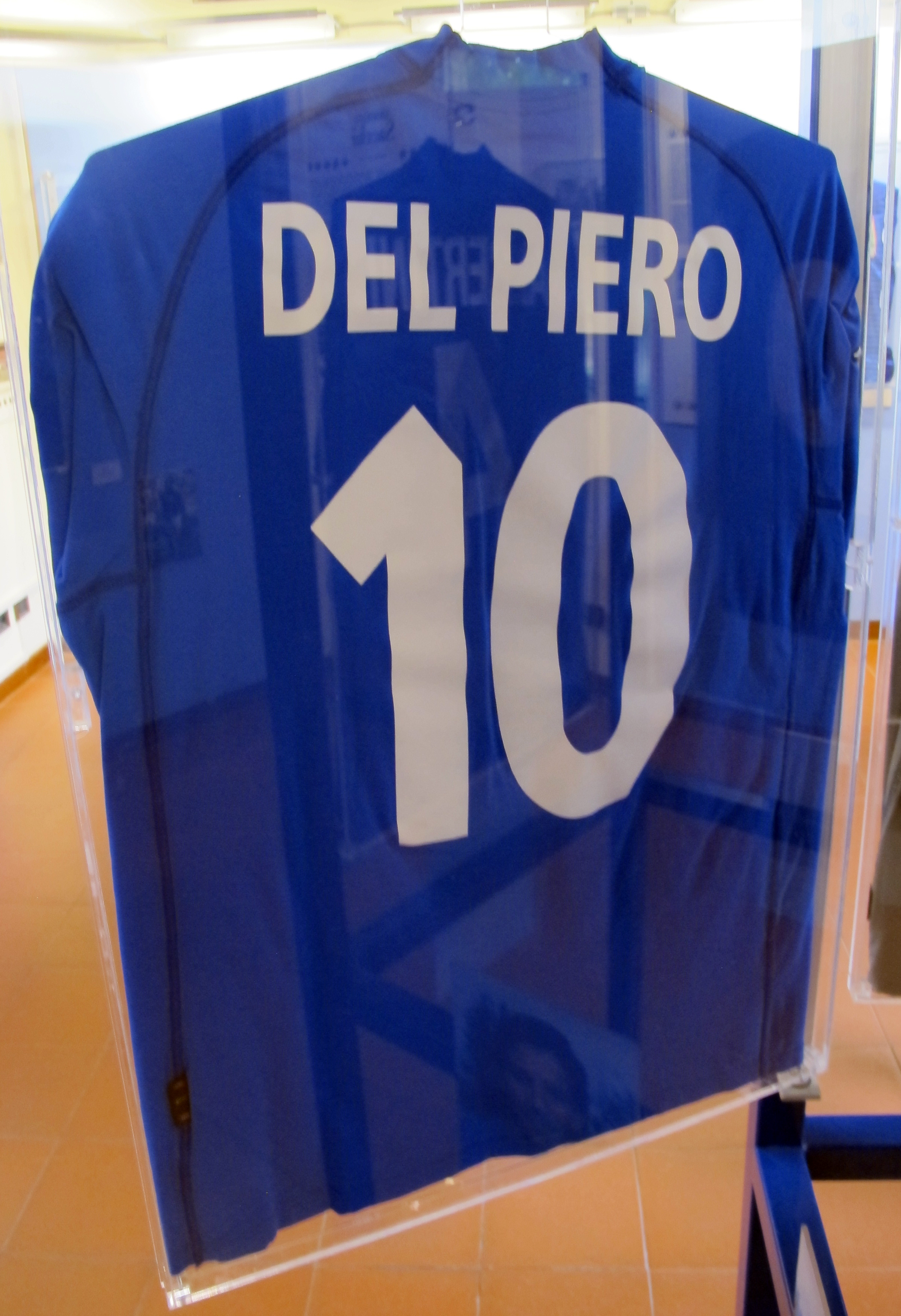
Футболка Дель П'єро в музеї італійського футболу (Флоренція)

На чемпіонаті Європи в 2004 році Дель П'єро зіграв у 2 матчах. Почавши матч проти Данії в стартовому складі, він мав декілька хороших можливостей забити м'яч, але данський голкіпер Томас Соренсен відбив усі удари. Матч закінчився нульовою нічиєю. У грі зі збірною Швеції Дель П'єро також не вдалося відзначитися, а матч знову закінчився внічию, 1:1. М'ячі забили Антоніо Кассано і Златан Ібрагімович. Хоча Італія виграла останній матч проти Болгарії, 2:1, після цього турнір для Італії закінчився, тому що Данія й Швеція поділили очки в останньому матчі.
У перших числах січня 2006 року Марчелло Ліппі, тренер національної команди, відкрито заявив, що був би радий бачити Алессандро в заявці збірної на майбутній «мундіаль». За словами Капелло, Дель П'єро набрав відмінну форму і, як ніхто інший, заслужив відправитися в Німеччину. До цього перебування футболіста в числі 23-х обраних було під питанням. Причиною цього частково став не надто вдалий виступ на початку кваліфікаційного турніру. Але, набравши хорошу форму до його завершення, Алессандро Дель П'єро довів тоді ще головному тренеру Марчело Ліппі, що його претензії на участь у світовому форумі досить обґрунтовані. «Переломним моментом» став останній матч італійців проти збірної команди Молдови, який «Скуадра Адзурра» виграла з рахунком 2:1, а Дель П'єро визнано головним героєм протистояння. Незважаючи на те, що він так і не з'явився в поєдинку напередодні зі словенцями, у матчі проти Молдови Алессандро вийшов з перших хвилин і провів на полі всі два тайми. Виконаний ним у середині першої половини матчу штрафний ледь не призвів до голу — м'яч потрапив у поперечину, Крістіан Вієрі, який встиг першим на добивання, опинився в офсайді, проте саме ця зв'язка гравців зуміла організувати взяття воріт Сергія Пащенка за двадцять хвилин до фінального свистка. Алессандро Дель П'єро зробив технічний прохід у штрафну супротивника, після чого віддав пас Крістіану Вієрі, якому залишалося тільки не промахнутися. У підсумку, обмінявшись голами під завісу зустрічі, суперники закінчили гру з рахунком 2:1. Італія кваліфікувалася на мундіаль з першого місця, випередивши збірну Норвегії, яка стала другою, на 5 очок.
У складі збірної Італії на полях чемпіонату світу 2006 року Алессандро Дель П'єро виконав роль головного козиря в півфінальному матчі з німецькою збірною. Вийшовши на поле в додатковий час, він зумів перевернути хід подій, забивши дуже важливий м'яч, який і став запорукою загального успіху. До цього моменту Німеччина вже програвала з рахунком 0:1. Під час розіграшу кутового удару захисники вибили м'яч точнісінько на Андреа Пірло, який тонким пасом знайшов у штрафному майданчику «вільного» Фабіо Гроссо. Відразу ж після цього німці зробили спробу відігратися, але пропустили стрімку атаку: Альберто Джилардіно доставив м'яч Алессандро Дель П'єро, і той, вийшовши один на один з голкіпером, відправив снаряд у дальній верхній кут воріт.

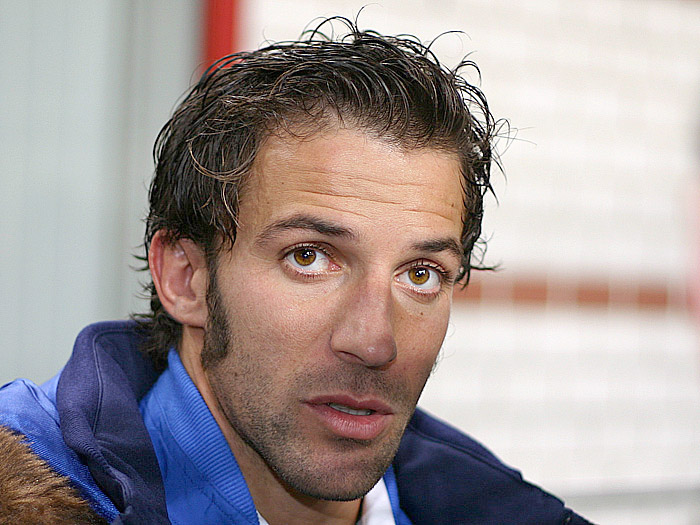
Дель П'єро на чемпіонаті світу 2006 року

Згодом він скаже в інтерв'ю інформаційному агентству «Рейтерс»:
|                         | Це було приголомшливо — брати участь у такому матчі. Виграти в них вдома. Я не можу описати словами, що я зараз відчуваю. Мене багато критикували, але сьогодні я продемонстрував, що моє бажання грати не можна порівняти ні з чиїм-небудь. |
| — Алессандро Дель П'єро | |

У підсумку, здолавши у фіналі світової першості французів, італійці завоювали довгоочікуваний трофей. Алессандро Дель П'єро вийшов на поле на 86-й хвилині матчу. Під час серії пенальті, яка була призначена внаслідок нічийного результату, він підійшов до м'яча четвертим у своїй команді і, не залишивши Фаб'єну Бартезу шансів, зробив рахунок 4:2. За іронією долі, єдиним, хто зробив промах, виявився Давід Трезеге, партнер Дель П'єро по нападу в «Ювентусі». Після чемпіонату світу його запитали:
|  | — Ви ніколи не думали закінчити свої виступи за національну збірну? — Ще в дитинстві в мене було дві мрії: грати за збірну Італії й «Ювентус». Але поки я буду відчувати, що в змозі виступати за обидві команди, я буду робити все, щоб це тривало якомога довше. |

Незважаючи на виклик до збірної на чемпіонат Європи 2008 року, Алессандро Дель П'єро, як і вся збірна Італії, не зміг виправдати покладених на нього надій. Дель П'єро зіграв перший матч проти Голландії. Матч закінчився з рахунком 3:0 на користь голландців. Алекс зіграв проти Румунії з капітанською пов'язкою, матч закінчився внічию 1:1. Дель П'єро не грав в останньому матчі групового етапу, але вийшов на заміну у чвертьфіналі, у якому «Скуадра Адзурра» поступилася Іспанії (основний і додатковий час матчу закінчився безгольовою нічиєю, тоді як у серії пенальті удача була на боці піренейців — 2:4). 20 серпня 2008 року футболіст провів 90-й матч у складі національної збірної своєї країни і став п'ятим «адзуррі», кому підкорилася ця віха.
|  | Планую завершити свою кар'єру в збірній після чемпіонату світу 2010 року. Не приховую, що участь у світовому форумі є однією з моїх основних цілей. Хоча розумію, що до 2010 року ще дуже далеко. |

Після закінчення своєї кар'єри професійного футболіста Алессандро Дель П'єро планує стати тренером. В інтерв'ю «L'Equipe» він сказав, що протягом кар'єри грав під керівництвом багатьох тренерів і перейняв у них дуже багато. У зв'язку з чим висловив припущення, що і в нього є чим поділитися з підростаючим поколінням.
Після Євро Дель П'єро зіграв всього в 2 матчах збірної. Також він хотів поїхати на Чемпіонат світу в ПАР, але Марчелло Ліппі не взяв його на мундіаль. У 2012 році головний тренер збірної Чезаре Пранделлі не виключив потрапляння Дель П'єро в заявку на чемпіонат Європи 2012 року, однак, в остаточний склад він так і не потрапив.
| Матчі й голи Алессандро Дель П'єро за збірну Італії | Матчі й голи Алессандро Дель П'єро за збірну Італії | Матчі й голи Алессандро Дель П'єро за збірну Італії | Матчі й голи Алессандро Дель П'єро за збірну Італії | Матчі й голи Алессандро Дель П'єро за збірну Італії | Матчі й голи Алессандро Дель П'єро за збірну Італії |
| №                                                   | Дата                                                | Суперник                                            | Рахунок                                             | Голи Дель П'єро                                     | Змагання                                            |
| --------------------------------------------------- | --------------------------------------------------- | --------------------------------------------------- | --------------------------------------------------- | --------------------------------------------------- | --------------------------------------------------- |
| 1                                                   | 25 березня 1995                                     | Естонія                                             | 4 : 1                                               | -                                                   | Кваліфікаційні матчі ЧЄ-1996                        |
| 2                                                   | 19 червня 1995                                      | Швейцарія                                           | 1 : 0                                               | -                                                   | Турнір 100-річчя ШФС                                |
| 3                                                   | 21 червня 1995                                      | Німеччина                                           | 0 : 2                                               | -                                                   | Турнір 100-річчя ШФС                                |
| 4                                                   | 6 вересня 1995                                      | Словенія                                            | 1 : 0                                               | -                                                   | Кваліфікаційні матчі ЧЄ-1996                        |
| 5                                                   | 8 жовтня 1995                                       | Хорватія                                            | 1 : 1                                               | -                                                   | Кваліфікаційні матчі ЧЄ-1996                        |
| 6                                                   | 11 листопада 1995                                   | Україна                                             | 3 : 1                                               | -                                                   | Кваліфікаційні матчі ЧЄ-1996                        |
| 7                                                   | 15 листопада 1995                                   | Литва                                               | 4 : 0                                               | 1                                                   | Кваліфікаційні матчі ЧЄ-1996                        |
| 8                                                   | 24 січня 1996                                       | Уельс                                               | 3 : 0                                               | 1                                                   | Товариський матч                                    |
| 9                                                   | 29 травня 1996                                      | Бельгія                                             | 2 : 2                                               | 1                                                   | Товариський матч                                    |
| 10                                                  | 1 червня 1996                                       | Угорщина                                            | 2 : 0                                               | -                                                   | Товариський матч                                    |
| 11                                                  | 11 червня 1996                                      | Росія                                               | 2 : 1                                               | -                                                   | Фінальні матчі ЧЄ-1996                              |
| 12                                                  | 21 січня 1997                                       | Північна Ірландія                                   | 2 : 0                                               | 1                                                   | Товариський матч                                    |
| 13                                                  | 8 червня 1997                                       | Бразилія                                            | 3 : 3                                               | 2                                                   | Турнір Франції                                      |
| 14                                                  | 11 червня 1997                                      | Франція                                             | 2 : 2                                               | 1                                                   | Турнір Франції                                      |
| 15                                                  | 11 жовтня 1997                                      | Англія                                              | 0 : 0                                               | -                                                   | Кваліфікаційні матчі ЧС-1998                        |
| 16                                                  | 29 жовтня 1997                                      | Росія                                               | 1 : 1                                               | -                                                   | Кваліфікаційні матчі ЧС-1998                        |
| 17                                                  | 15 листопада 1997                                   | Росія                                               | 1 : 0                                               | -                                                   | Кваліфікаційні матчі ЧС-1998                        |
| 18                                                  | 28 січня 1998                                       | Словаччина                                          | 3 : 0                                               | 1                                                   | Товариський матч                                    |
| 19                                                  | 22 квітня 1998                                      | Парагвай                                            | 3 : 1                                               | -                                                   | Товариський матч                                    |
| 20                                                  | 17 червня 1998                                      | Камерун                                             | 3 : 0                                               | -                                                   | Фінальні матчі ЧС-1998                              |
| 21                                                  | 23 червня 1998                                      | Австрія                                             | 2 : 1                                               | -                                                   | Фінальні матчі ЧС-1998                              |
| 22                                                  | 27 червня 1998                                      | Норвегія                                            | 1 : 0                                               | -                                                   | Фінальні матчі ЧС-1998                              |
| 23                                                  | 3 липня 1998                                        | Франція                                             | 0 : 0                                               | -                                                   | Фінальні матчі ЧС-1998                              |
| 24                                                  | 5 вересня 1998                                      | Уельс                                               | 2 : 0                                               | -                                                   | Кваліфікаційні матчі ЧЄ-2000                        |
| 25                                                  | 10 жовтня 1998                                      | Швейцарія                                           | 2 : 0                                               | 2                                                   | Кваліфікаційні матчі ЧЄ-2000                        |
| 26                                                  | 9 жовтня 1999                                       | Білорусь                                            | 0 : 0                                               | -                                                   | Кваліфікаційні матчі ЧЄ-2000                        |
| 27                                                  | 13 листопада 1999                                   | Бельгія                                             | 1 : 3                                               | -                                                   | Товариський матч                                    |
| 28                                                  | 23 лютого 2000                                      | Швеція                                              | 1 : 0                                               | 1                                                   | Товариський матч                                    |
| 29                                                  | 29 березня 2000                                     | Іспанія                                             | 0 : 2                                               | -                                                   | Товариський матч                                    |
| 30                                                  | 3 червня 2000                                       | Норвегія                                            | 0 : 1                                               | -                                                   | Товариський матч                                    |
| 31                                                  | 11 червня 2000                                      | Туреччина                                           | 2 : 1                                               | -                                                   | Фінальні матчі ЧЄ-2000                              |
| 32                                                  | 14 червня 2000                                      | Бельгія                                             | 2 : 0                                               | -                                                   | Фінальні матчі ЧЄ-2000                              |
| 33                                                  | 19 червня 2000                                      | Швеція                                              | 2 : 1                                               | 1                                                   | Фінальні матчі ЧЄ-2000                              |
| 34                                                  | 24 червня 2000                                      | Румунія                                             | 2 : 0                                               | -                                                   | Фінальні матчі ЧЄ-2000                              |
| 35                                                  | 29 червня 2000                                      | Нідерланди                                          | 0 : 0                                               | -                                                   | Фінальні матчі ЧЄ-2000                              |
| 36                                                  | 2 липня 2000                                        | Франція                                             | 1 : 2                                               | -                                                   | Фінальні матчі ЧЄ-2000                              |
| 37                                                  | 3 вересня 2000                                      | Угорщина                                            | 2 : 2                                               | -                                                   | Кваліфікаційні матчі ЧС-2002                        |
| 38                                                  | 7 жовтня 2000                                       | Румунія                                             | 3 : 0                                               | -                                                   | Кваліфікаційні матчі ЧС-2002                        |
| 39                                                  | 11 жовтня 2000                                      | Грузія                                              | 2 : 0                                               | 2                                                   | Кваліфікаційні матчі ЧС-2002                        |
| 40                                                  | 15 листопада 2000                                   | Англія                                              | 1 : 0                                               | -                                                   | Товариський матч                                    |
| 41                                                  | 24 березня 2001                                     | Румунія                                             | 2 : 0                                               | -                                                   | Кваліфікаційні матчі ЧС-2002                        |
| 42                                                  | 28 березня 2001                                     | Литва                                               | 4 : 0                                               | 2                                                   | Кваліфікаційні матчі ЧС-2002                        |
| 43                                                  | 2 червня 2001                                       | Грузія                                              | 2 : 1                                               | -                                                   | Кваліфікаційні матчі ЧС-2002                        |
| 44                                                  | 1 вересня 2001                                      | Литва                                               | 0 : 0                                               | -                                                   | Кваліфікаційні матчі ЧС-2002                        |
| 45                                                  | 6 жовтня 2001                                       | Угорщина                                            | 1 : 0                                               | 1                                                   | Кваліфікаційні матчі ЧС-2002                        |
| 46                                                  | 7 листопада 2001                                    | Японія                                              | 1 : 1                                               | -                                                   | Товариський матч                                    |
| 47                                                  | 13 лютого 2002                                      | США                                                 | 1 : 0                                               | 1                                                   | Товариський матч                                    |
| 48                                                  | 13 лютого 2002                                      | Уругвай                                             | 1 : 1                                               | -                                                   | Товариський матч                                    |
| 49                                                  | 18 травня 2002                                      | Чехія                                               | 0 : 1                                               | -                                                   | Товариський матч                                    |
| 50                                                  | 3 червня 2002                                       | Еквадор                                             | 2 : 0                                               | -                                                   | Фінальні матчі ЧС-2002                              |
| 51                                                  | 13 червня 2002                                      | Мексика                                             | 1 : 1                                               | 1                                                   | Фінальні матчі ЧС-2002                              |
| 52                                                  | 18 червня 2002                                      | Південна Корея                                      | 1 : 2                                               | -                                                   | Фінальні матчі ЧС-2002                              |
| 53                                                  | 21 серпня 2002                                      | Словенія                                            | 0 : 1                                               | -                                                   | Товариський матч                                    |
| 54                                                  | 7 вересня 2002                                      | Азербайджан                                         | 2 : 0                                               | 1                                                   | Кваліфікаційні матчі ЧЄ-2004                        |
| 55                                                  | 12 жовтня 2002                                      | Сербія та Чорногорія                                | 1 : 1                                               | 1                                                   | Кваліфікаційні матчі ЧЄ-2004                        |
| 56                                                  | 16 жовтня 2002                                      | Уельс                                               | 1 : 2                                               | 1                                                   | Кваліфікаційні матчі ЧЄ-2004                        |
| 57                                                  | 20 листопада 2002                                   | Туреччина                                           | 1 : 1                                               | -                                                   | Товариський матч                                    |
| 58                                                  | 11 червня 2003                                      | Фінляндія                                           | 2 : 0                                               | 1                                                   | Кваліфікаційні матчі ЧЄ-2004                        |
| 59                                                  | 20 серпня 2003                                      | Німеччина                                           | 1 : 0                                               | -                                                   | Товариський матч                                    |
| 60                                                  | 6 вересня 2003                                      | Уельс                                               | 4 : 0                                               | 1                                                   | Кваліфікаційні матчі ЧЄ-2004                        |
| 61                                                  | 11 вересня 2003                                     | Сербія та Чорногорія                                | 1 : 1                                               | -                                                   | Кваліфікаційні матчі ЧЄ-2004                        |
| 62                                                  | 18 лютого 2004                                      | Чехія                                               | 2 : 2                                               | -                                                   | Товариський матч                                    |
| 63                                                  | 20 травня 2004                                      | Туніс                                               | 4 : 0                                               | -                                                   | Товариський матч                                    |
| 64                                                  | 14 червня 2004                                      | Данія                                               | 0 : 0                                               | -                                                   | Фінальні матчі ЧЄ-2004                              |
| 65                                                  | 18 червня 2004                                      | Швеція                                              | 1 : 1                                               | -                                                   | Фінальні матчі ЧЄ-2004                              |
| 66                                                  | 22 червня 2004                                      | Болгарія                                            | 2 : 1                                               | -                                                   | Фінальні матчі ЧЄ-2004                              |
| 67                                                  | 8 вересня 2004                                      | Молдова                                             | 1 : 0                                               | 1                                                   | Кваліфікаційні матчі ЧС-2006                        |
| 68                                                  | 17 серпня 2005                                      | Ірландія                                            | 2 : 1                                               | -                                                   | Товариський матч                                    |
| 69                                                  | 12 жовтня 2005                                      | Молдова                                             | 2 : 1                                               | -                                                   | Кваліфікаційні матчі ЧС-2006                        |
| 70                                                  | 12 листопада 2005                                   | Нідерланди                                          | 3 : 1                                               | -                                                   | Товариський матч                                    |
| 71                                                  | 16 листопада 2005                                   | Кот-д'Івуар                                         | 1 : 1                                               | -                                                   | Товариський матч                                    |
| 72                                                  | 1 березня 2006                                      | Німеччина                                           | 4 : 1                                               | 1                                                   | Товариський матч                                    |
| 73                                                  | 31 травня 2006                                      | Швейцарія                                           | 1 : 1                                               | -                                                   | Товариський матч                                    |
| 74                                                  | 2 червня 2006                                       | Україна                                             | 0 : 0                                               | -                                                   | Товариський матч                                    |
| 75                                                  | 12 червня 2006                                      | Гана                                                | 2 : 0                                               | -                                                   | Фінальні матчі ЧС-2006                              |
| 76                                                  | 17 червня 2006                                      | США                                                 | 1 : 1                                               | -                                                   | Фінальні матчі ЧС-2006                              |
| 77                                                  | 26 червня 2006                                      | Австралія                                           | 1 : 0                                               | -                                                   | Фінальні матчі ЧС-2006                              |
| 78                                                  | 4 липня 2006                                        | Німеччина                                           | 2 : 0                                               | 1                                                   | Фінальні матчі ЧС-2006                              |
| 79                                                  | 9 июля 2006                                         | Франція                                             | 1 : 1                                               | -                                                   | Фінальні матчі ЧС-2006                              |
| 80                                                  | 7 жовтня 2006                                       | Україна                                             | 2 : 0                                               | -                                                   | Кваліфікаційні матчі ЧЄ-2008                        |
| 81                                                  | 28 березня 2007                                     | Шотландія                                           | 2 : 0                                               | -                                                   | Кваліфікаційні матчі ЧЄ-2008                        |
| 82                                                  | 2 червня 2007                                       | Фарерські острови                                   | 2 : 1                                               | -                                                   | Кваліфікаційні матчі ЧЄ-2008                        |
| 83                                                  | 6 червня 2007                                       | Литва                                               | 2 : 0                                               | -                                                   | Кваліфікаційні матчі ЧЄ-2008                        |
| 84                                                  | 22 серпня 2007                                      | Угорщина                                            | 1 : 3                                               | -                                                   | Товариський матч                                    |
| 85                                                  | 8 вересня 2007                                      | Франція                                             | 2 : 0                                               | -                                                   | Кваліфікаційні матчі ЧЄ-2008                        |
| 86                                                  | 30 травня 2008                                      | Бельгія                                             | 3 : 1                                               | -                                                   | Товариський матч                                    |
| 87                                                  | 9 червня 2008                                       | Нідерланди                                          | 0 : 3                                               | -                                                   | Фінальні матчі ЧС-2008                              |
| 88                                                  | 13 червня 2008                                      | Румунія                                             | 1 : 1                                               | -                                                   | Фінальні матчі ЧС-2008                              |
| 89                                                  | 22 червня 2008                                      | Іспанія                                             | 0 : 0                                               | -                                                   | Фінальні матчі ЧС-2008                              |
| 90                                                  | 20 червня 2008                                      | Австрія                                             | 2 : 2                                               | -                                                   | Товариський матч                                    |
| 91                                                  | 10 вересня 2008                                     | Грузія                                              | 2 : 0                                               | -                                                   | Кваліфікаційні матчі ЧС-2010                        |

Загалом: 91 матч / 27 голів; 51 перемога, 29 нічиїх, 11 поразок.

### Після завершення кар'єри
На початку грудня 2015 року отримав запрошення зіграти в складі футбольної збірної зірок минулого 18 грудня в Кувейті проти місцевої збірної. Тренером команди обрано Карло Анчелотті, партнерами Дель П'єро по збірній — Андрій Шевченко, Роналдінью, Луїш Фігу, Пол Скоулз, Карлес Пуйоль, Джанлука Дзамбротта, Робер Пірес та Алессандро Неста. Головним суддею був П'єрлуїджі Колліна. Поєдинок відбувся на 60-тисячному «Джабер Аль-Ахмед» в Ель-Кувейті.
21 лютого 2016 року взяв участь у складі «Команди Фігу» у благодійному матчі, який відбувся в Лас-Вегасі на стадіоні «Сем Бойд». Його команда поступилася з рахунком 5:8 «Команді Донована».
26 червня 2017 року взяв участь у виставковому матчі, який відбувся в Гватемалі. 42-річний Дель П'єро відзначився голом з дальньої дистанції, який виявився єдиним у тому поєдинку.

## Стиль гри

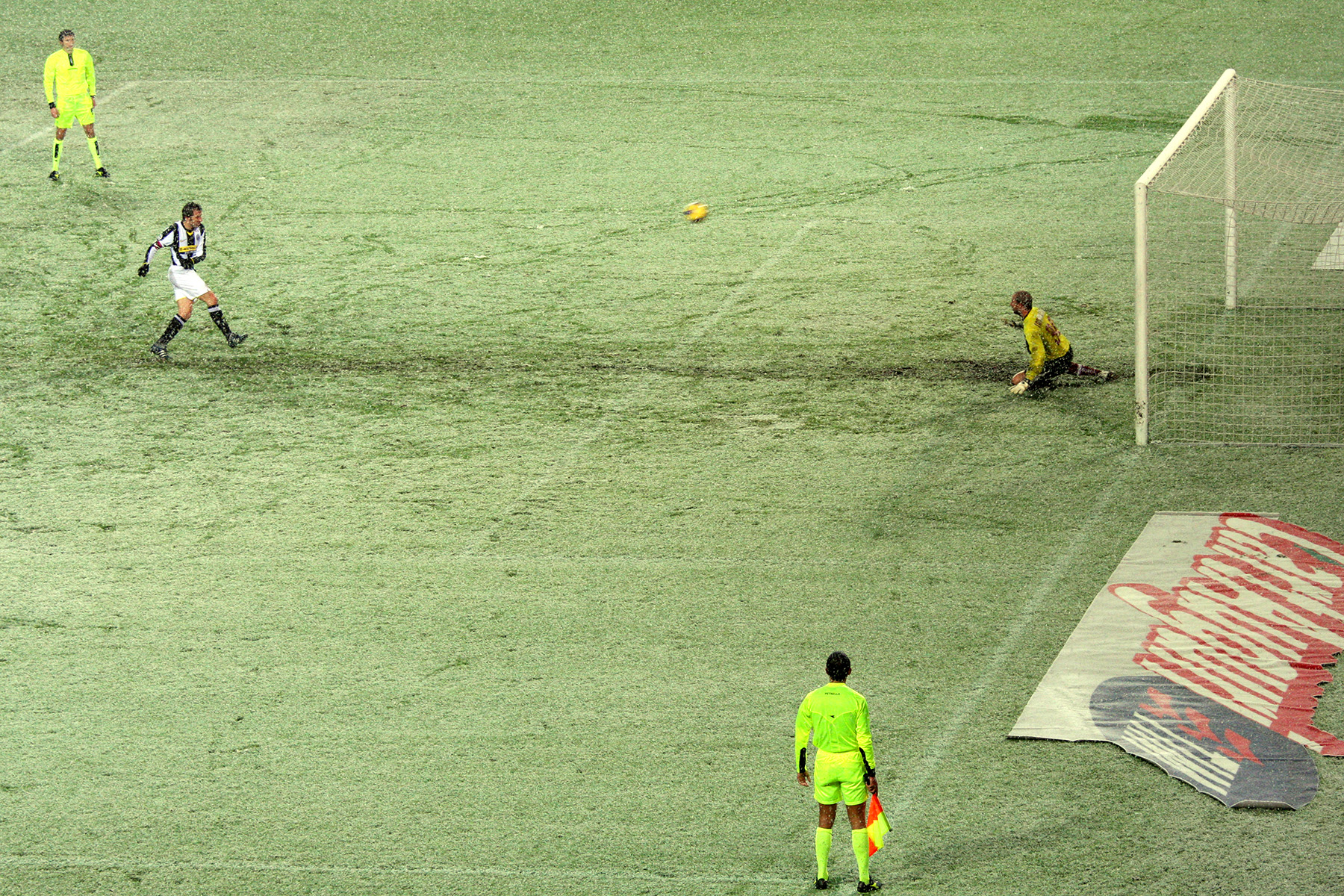
Пенальті у виконанні Дель П'єро

Дель П'єро став дуже відомим завдяки тому, що він ніколи не грав прямолінійно, саме через свій унікальний стиль він став зіркою. Його штрафний удар і пенальті оцінюються однаково високо. Як говорив сам Дель П'єро, його навчив цьому в «Падуї» Анджело Ді Лівіо. Частина поля, звідки Дель П'єро забивав м'ячі, є зоною перед штрафним майданчиком, яку іноді називають «Зоною Дель П'єро». Також Дель П'єро хороший диспетчер, він міг однаково точно дати пас як низом, так і верхом. Одна з найсильніших сторін Дель П'єро як футболіста — його універсальність, що дозволяло йому грати на різних атакувальних позиціях. Він також міг зіграти роль плеймейкера в центрі поля. У схемах Марчелло Ліппі, тренера «Ювентуса», Дель П'єро був частиною атаки-тризуба разом з ветеранами Джанлукою Віаллі і Фабріціо Раванеллі. Після цього він грав у тандемі із Зінедіном Зіданом під Філіппо Індзагі. Так як стиль гри «Юве» змінився після другого приходу Ліппі, починаючи з 2001 року, Дель П'єро став грати разом з Павелом Недведом у півзахисті під Давідом Трезеге. Сандро славився виконанням стандартів. Він забив 62 м'яч з пенальті і 42 зі штрафних. Аргентинський футболіст Дієго Марадона сказав:
|  | Ставлення до гри в Дель П'єро і стиль гри відрізняється від Зінедіна Зідана. Він любить грати, він відчуває це в своїй душі. Між ним і французом, я вибираю його. |

 Дель П'єро добре характеризують слова данського критика й футбольного експерта, Ганса Йоргена Нільсона:
|  | Є три категорії гравців: Перші — бачать моменти, які видно і глядачам на трибунах, і, забивши гол, вони отримують задоволення від виконаної роботи. Другі — допомагають побачити партнерам моменти, які вони б і самі побачили, якби були трішки уважніше, і після голу вони відчувають душевний спокій, наповнюються ентузіазмом. І є третя категорія гравців, які створюють моменти там, де їх, за ідеєю, бути не може. |

### «Гол Дель П'єро»
У свої ранні роки в «Ювентусі» Дель П'єро часто забивав з лівого кута штрафного майданчика. За це м'ячі, які забивалися з цієї дистанції були названі спортивною пресою «голами Дель П'єро». Після 1996 року він забив ще більше м'ячів у манері Дель П'єро, роблячи цей термін більш поширеним, також термін використовується при описі сильного удару. Святкуючи гол, він часто висовував язик.

## Титули та досягнення

### Командні
«Ювентус»
- Серія A
  -  Чемпіон (7): 1994/95, 1996/97, 1997/98, 2001/02, 2002/03, 2004/05, 2011/12
- Кубок Італії
  -  Володар (1): 1994/95
- Суперкубок Італії
  -  Володар (4): 1995, 1997, 2002, 2003
- Ліга чемпіонів
  -  Володар (1): 1995/96
  -  Фіналіст (3): 1996/97, 1997/98, 2002/03
- Суперкубок УЄФА
  -  Володар (1): 1996
- Міжконтинентальний кубок
  -  Володар (1): 1996
- Кубок УЄФА
  -  Фіналіст (1): 1994-95
- Турнір Віареджо
  -  Володар (1): 1994
- Молодіжний чемпіонат Італії
  -  Чемпіон (1): 1993/94

### Збірна Італії
- Чемпіонат світу
  -  Володар (1): 2006
- Чемпіонат Європи:
  -  Фіналіст (1): 2000
- Учасник чемпіонатів світу: 1998, 2002 та 2006

### Особисті
- Найкращий молодий футболіст у Європі (Трофей Браво): 1996
- Найкращий італійський футболіст року: 1998, 2008
- Найкращий бомбардир Ліги чемпіонів: 1996/97, 1997/98
- Найкращий бомбардир Серії A: 2007/08 (21 м'яч)
- Найкращий бомбардир Серії B: 2006/07 (20 м'ячів)
- Володар премії Golden Foot: 2007
- Увійшов до списку ФІФА 100
- Спортсмен року в Італії (1): 2008
- Премія Гаетано Ширеа (1): 2008
- Рекордсмен «Ювентуса» за кількістю зіграних матчів і забитих голів
- Володар кубку «Бірра Моретті»
- 77-й у Списку найбільших футболістів XX століття за версією журналу World Soccer
- Дель П'єро належить унікальне досягнення: він забивав хоча б один м'яч протягом 20-и сезонів чемпіонату Італії
- Найкращий гравець чемпіонату Австралії: 2013
- Найкращий гравець «Сіднея»: 2013

### Державні
- Кавалер ордена «За заслуги перед Італійською Республікою» 2000
- Золотий ланцюг за спортивні заслуги
- Офіцер ордена «За заслуги перед Італійською Республікою» 2006

## Статистика виступів

### Клубна
| Сезон                | Команда              | Чемпіонат            | Чемпіонат | Чемпіонат | Кубок | Кубок | Кубок | Єврокубки | Єврокубки | Єврокубки | Інші турніри | Інші турніри | Інші турніри | Загалом | Загалом |
| Сезон                | Команда              | Змаг                 | Матчі     | Голи      | Змаг  | Матчі | Голи  | Змаг      | Матчі     | Голи      | Змаг         | Матчі        | Голи         | Матчі   | Голи    |
| -------------------- | -------------------- | -------------------- | --------- | --------- | ----- | ----- | ----- | --------- | --------- | --------- | ------------ | ------------ | ------------ | ------- | ------- |
| 1991-1992            | «Падова»             | B                    | 4         | 0         | —     | —     | —     | —         | —         | —         | —            | —            | —            | 4       | 0       |
| 1992-1993            | «Падова»             | B                    | 10        | 1         | —     | —     | —     | —         | —         | —         | —            | —            | —            | 10      | 1       |
| Загалом у «Падові»   | Загалом у «Падові»   | Загалом у «Падові»   | 14        | 1         |       | —     | —     |           | —         | —         |              | —            | —            | 14      | 1       |
| 1993-1994            | «Ювентус»            | A                    | 11        | 5         | КІ    | 1     | 0     | КУ        | 2         | 0         | —            | —            | —            | 14      | 5       |
| 1994-1995            | «Ювентус»            | A                    | 29        | 8         | КІ    | 10    | 1     | КУ        | 11        | 2         | —            | —            | —            | 50      | 11      |
| 1995-1996            | «Ювентус»            | A                    | 29        | 6         | КІ    | 2     | 1     | ЛЧ        | 11        | 6         | СІ           | 1            | 0            | 43      | 13      |
| 1996-1997            | «Ювентус»            | A                    | 22        | 8         | КІ    | 4     | 0     | ЛЧ        | 6         | 4         | СУ МК        | 2 1          | 2 1          | 35      | 15      |
| 1997-1998            | «Ювентус»            | A                    | 32        | 21        | КІ    | 4     | 1     | ЛЧ        | 10        | 10        | СІ           | 1            | 0            | 47      | 32      |
| 1998-1999            | «Ювентус»            | A                    | 8         | 2         | КІ    | 1     | 0     | ЛЧ        | 4         | 0         | СІ           | 1            | 1            | 14      | 3       |
| 1999-2000            | «Ювентус»            | A                    | 34        | 9         | КІ    | 2     | 1     | ІТ КУ     | 3 6       | 1         | —            | —            | —            | 45      | 12      |
| 2000-2001            | «Ювентус»            | A                    | 25        | 9         | КІ    | 2     | 0     | ЛЧ        | 6         | 0         | —            | —            | —            | 33      | 9       |
| 2001-2002            | «Ювентус»            | A                    | 32        | 16        | КІ    | 4     | 1     | ЛЧ        | 10        | 4         | —            | —            | —            | 46      | 21      |
| 2002-2003            | «Ювентус»            | A                    | 24        | 16        | —     | —     | —     | ЛЧ        | 13        | 5         | СІ           | 1            | 2            | 38      | 23      |
| 2003-2004            | «Ювентус»            | A                    | 22        | 8         | КІ    | 4     | 3     | ЛЧ        | 4         | 3         | СІ           | 1            | 0            | 31      | 14      |
| 2004-2005            | «Ювентус»            | A                    | 30        | 14        | КІ    | 1     | 0     | ЛЧ        | 10        | 3         | —            | —            | —            | 41      | 17      |
| 2005-2006            | «Ювентус»            | A                    | 33        | 12        | КІ    | 4     | 5     | ЛЧ        | 7         | 3         | СІ           | 1            | 0            | 45      | 20      |
| 2006-2007            | «Ювентус»            | B                    | 35        | 20        | КІ    | 2     | 3     | —         | —         | —         | —            | —            | —            | 37      | 23      |
| 2007-2008            | «Ювентус»            | A                    | 37        | 21        | КІ    | 4     | 3     | —         | —         | —         | —            | —            | —            | 41      | 24      |
| 2008-2009            | «Ювентус»            | A                    | 31        | 13        | КІ    | 3     | 2     | ЛЧ        | 9         | 6         | —            | —            | —            | 43      | 21      |
| 2009-2010            | «Ювентус»            | A                    | 23        | 9         | КІ    | 1     | 2     | ЛЧ ЛЄ     | 2 3       | 0         | —            | —            | —            | 29      | 11      |
| 2010-2011            | «Ювентус»            | A                    | 33        | 8         | КІ    | 2     | 0     | ЛЄ        | 10        | 3         | —            | —            | —            | 45      | 11      |
| 2011-2012            | «Ювентус»            | A                    | 23        | 3         | КІ    | 5     | 2     | —         | —         | —         | —            | —            | —            | 28      | 5       |
| Загалом у «Ювентусі» | Загалом у «Ювентусі» | Загалом у «Ювентусі» | 513       | 208       |       | 56    | 25    |           | 127       | 51        |              | 9            | 6            | 705     | 290     |
| 2012-2013            | «Сідней»             | AЛ                   | 24        | 14        | —     | —     | —     | —         | —         | —         | —            | —            | —            | 24      | 14      |
| 2013-2014            | «Сідней»             | AЛ                   | 24        | 10        | —     | —     | —     | —         | —         | —         | —            | —            | —            | 24      | 10      |
| Загалом за «Сідней»  | Загалом за «Сідней»  | Загалом за «Сідней»  | 47+1      | 24        |       | —     | —     |           | —         | —         |              | —            | —            | 48      | 24      |
| 2014                 | «Делі»               | ІСЛ                  | 10        | 1         | —     | —     | —     | —         | —         | —         | —            | —            | —            | 10      | 1       |
| Усього за кар'єру    | Усього за кар'єру    | Усього за кар'єру    | 584+1     | 234       |       | 56    | 25    |           | 127       | 51        |              | 9            | 6            | 777     | 316     |

### У збірній
| Збірна | Рік    | Відбірковий турнір | Відбірковий турнір | Відбірковий турнір | Фінальний турнір | Фінальний турнір | Фінальний турнір | Товариські матчі | Товариські матчі | Загалом | Загалом |
| Збірна | Рік    | Т                  | І                  | Г                  | Т                | І                | Г                | І                | Г                | І       | Г       |
| ------ | ------ | ------------------ | ------------------ | ------------------ | ---------------- | ---------------- | ---------------- | ---------------- | ---------------- | ------- | ------- |
| Італія | 1995   | КЧЄ                | 5                  | 1                  | —                | —                | —                | 2                | 0                | 7       | 1       |
| Італія | 1996   | —                  | —                  | —                  | ЧЄ               | 1                | 0                | 3                | 2                | 4       | 2       |
| Італія | 1997   | КЧС                | 3                  | 0                  | —                | —                | —                | 3                | 4                | 6       | 4       |
| Італія | 1998   | КЧЄ                | 2                  | 2                  | ЧС               | 4                | 0                | 2                | 1                | 8       | 3       |
| Італія | 1999   | КЧЄ                | 1                  | 0                  | —                | —                | —                | 1                | 0                | 2       | 0       |
| Італія | 2000   | КЧС                | 3                  | 2                  | ЧЄ               | 6                | 1                | 4                | 1                | 13      | 4       |
| Італія | 2001   | КЧС                | 5                  | 3                  | —                | —                | —                | 1                | 0                | 6       | 3       |
| Італія | 2002   | КЧЄ                | 3                  | 3                  | ЧС               | 3                | 1                | 5                | 1                | 11      | 5       |
| Італія | 2003   | КЧЄ                | 3                  | 2                  | —                | —                | —                | 1                | 0                | 4       | 2       |
| Італія | 2004   | КЧС                | 1                  | 1                  | ЧЄ               | 3                | 0                | 2                | 0                | 6       | 1       |
| Італія | 2005   | КЧС                | 1                  | 0                  | —                | —                | —                | 3                | 0                | 4       | 0       |
| Італія | 2006   | КЧЄ                | 1                  | 0                  | ЧС               | 5                | 1                | 3                | 1                | 9       | 2       |
| Італія | 2007   | КЧЄ                | 4                  | 0                  | —                | —                | —                | 1                | 0                | 5       | 0       |
| Італія | 2008   | КЧС                | 1                  | 0                  | ЧЄ               | 3                | 0                | 2                | 0                | 6       | 0       |
| Усього | Усього | КЧС КЧЄ            | 14 19              | 6 8                | ЧС ЧЄ            | 12 13            | 2 1              | 33               | 10               | 91      | 27      |

Джерела:
- Статистика (рос.) . alessandrodelpiero.com. Архів оригіналу за 15 грудня 2017. Процитовано 14 грудня 2017.

## Особисте життя

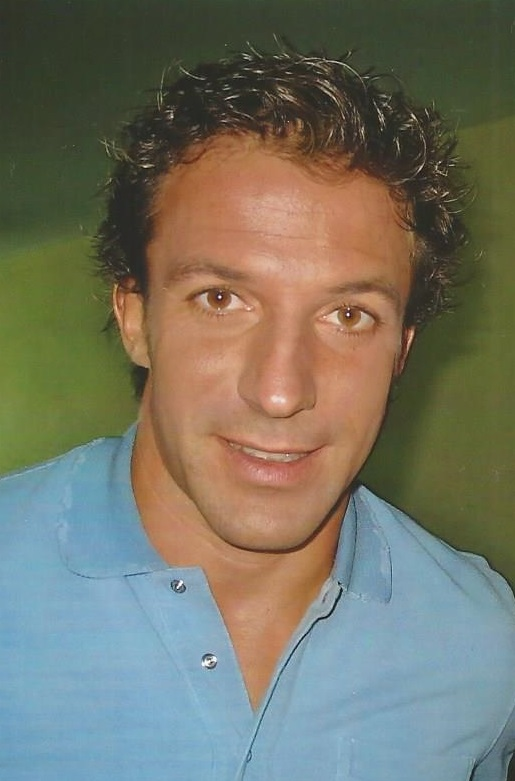
Дель П'єро в 2007 році

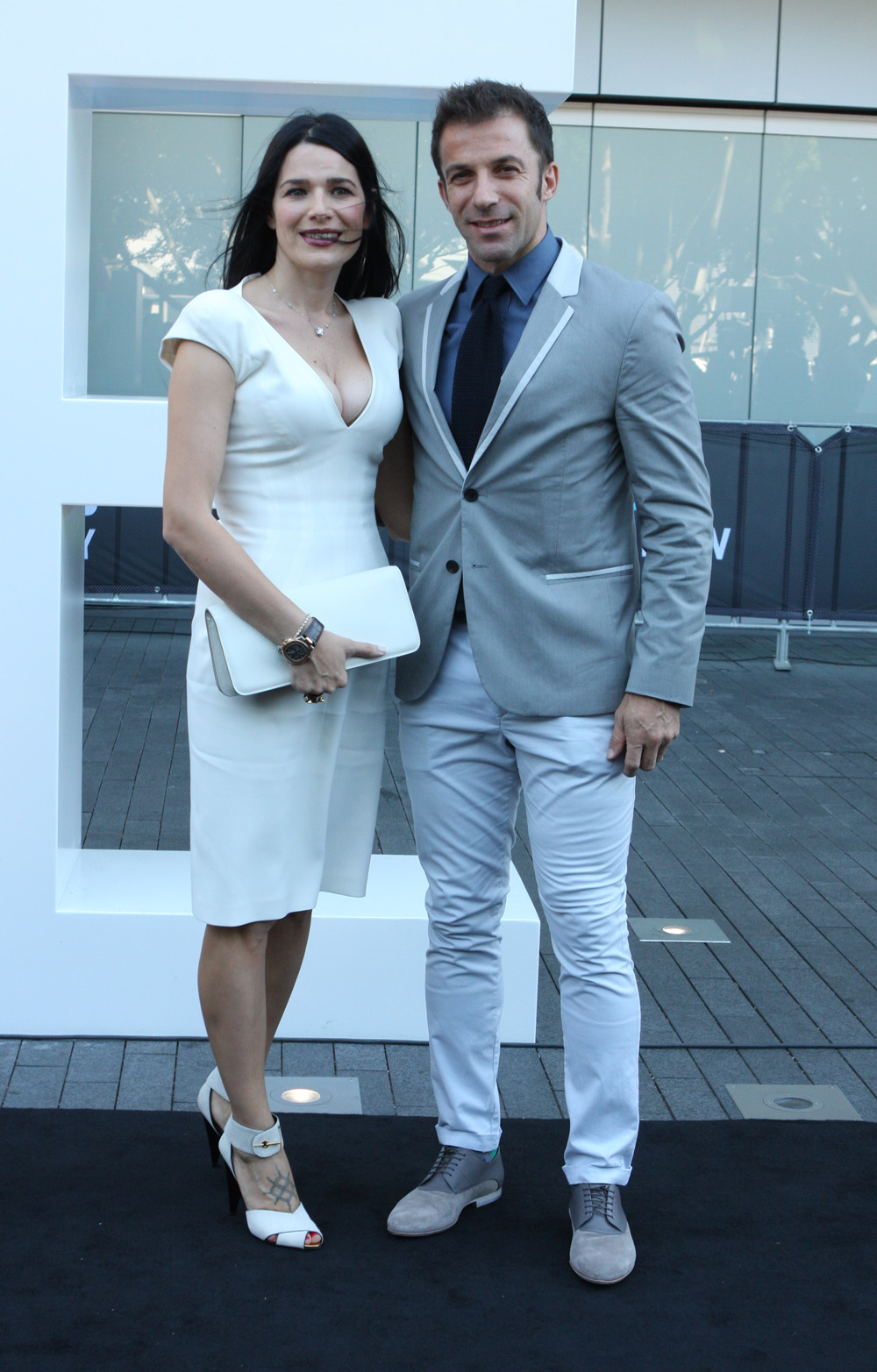
Соня Аморузо й Алессандро Дель П'єро

12 червня 2005 року Дель П'єро одружився з Соні Аморузо, з якою познайомився випадково, коли вона працювала в одному з магазинів Турина. З нею він зустрічався з 1999 року. 22 жовтня 2007 року в лікарні Святої Анни в Турині Соня народила сина Тобіаса, 4 травня 2009 року — доньку Доротею, а 28 грудня 2010 року — другого сина Сашу. Сандро і Соня досить довго жили в цивільному шлюбі ще до весілля. На самому торжестві були присутні виключно близькі родичі, на святкування весілля не були допущені ЗМІ. Незабаром після одруження Дель П'єро оголосив своїм товаришам по команді, що одружився, і, не забуваючи одноклубників, відзначив цю знаменну подію ще й у своєму спортивному колективі.
Не можна сказати, що Алессандро категорично відкидає світське життя. Він є частим відвідувачем венеціанського кінофестивалю, причому на одному з них він отримав приз «Найкраща маска». Також Дель П'єро любить музику, він записав компакт-диск з авторськими піснями. Будучи шанувальником творчості групи «Oasis» та другом її лідера Ноела Галлахера, після закінчення кар'єри Алессандро виявив бажання записати з британськими музикантами спільний альбом. Серед друзів Алекса й відомий італійський співак Ерос Рамаццотті. Дель П'єро вміє танцювати, і зі своїм другом і колишнім тренером Анджело Ді Лівіо він відкрив приватний танцпол. 12 липня 2015 року відвідав фінальний матч Вімблдонського турніру, в якому зустрічалися Новак Джокович та Роджер Федерер. Окрім футболу Алессандро любить грати в баскетбол (його улюбленими командами є «Чикаго Буллз» і «Лос-Анджелес Лейкерс»), волейбол і гольф. У жовтні 2015 року вперше взяв участь у турнірі з гольфу, який проходив у Шотландії. Разом з Алексом у турнірі взяли участь й інші колишні футболісти: Андрій Шевченко, Йоган Кройф та Міхаель Баллак.
За даними опитування, яке проводилося компанією «Panini» в 2009 році, Дель П'єро був визнаний найулюбленішим гравцем Серії А. У 2006 році на церемонії відкриття XX зимових Олімпійських ігор у Турині ніс олімпійський вогонь. Дель П'єро цінують за його людські якості. За словами редактора «La Gazzetta dello Sport» Алекса завжди відрізняв спокій і почуття відповідальності.
Алессандро є власником гоночної команди, яка виступає в гонці «24 години Ле-Мана».

## Поза межами спорту

### Благодійність
29 травня 1998 він виставив свою майку під номером 10 на аукціон, яка була продана за 5,2 мільйонів лір з метою допомогти фонду «Діти в надзвичайних обставинах» під головуванням Міно Дамато, а також для будівництва школи і будинку для покинутих і знедолених дітей. У 2006 році він використовував свій прибуток на дослідження раку і був заохочений Президентом Республіки й Італійської асоціації з дослідження раку (AIRC). У травні 2008 року він брав участь у турнірі з гольфу, організованому Джанлукою Віаллі, щоб зібрати кошти для дослідження бічного аміотрофічного склерозу. 18 травня 2009 року разом з Національною спілкою італійських співаків заспівав на «Стадіо Олімпіко». Всі гроші пішли на благодійність. Також він допоміг дівчинці, яка була в комі. Він відправив їй аудіозапис:
|  | Привіт, Джада, це Алессандро Дель П'єро. Сподіваюся, що ти прокинешся й повернешся до нас до всіх якомога швидше, щоб дивитися ігри «Ювентуса». |

У листопаді 2008 року разом з Дженнаро Гаттузо й Хав'єром Санетті він брав участь у проекті, мета якого — сприяння італійській асоціації з дослідження раку в співпраці з «Lega Calcio» і «Telecom Italia Mobile». 1 квітня 2011 року розпочався проект Ale10friendsforJapan, який полягав у створенні вебсайту для продажу з метою допомогти людям, які постраждали від землетрусу й цунамі в Японії 2011 року. Проект тривав до 13 вересня 2011 року, було зібрано 303 880 доларів (близько 221438 євро).
21 серпня 2012 року, Дель П'єро відправився до Касіми для того, щоб взяти участь у спеціальному благодійному матчі. У ньому Алекс відзначився голом.

### Телебачення
Дель П'єро також відомий своїм почуттям гумору і є популярним гостем на італійських шоу, таких як «Paperissima», «Striscia la notizia» та «Che tempo che fa». Він брав участь у шоу «La sai l'ultima di Totti», комедії, створеній його другом, капітаном «Роми» Франческо Тотті, у ньому брали участь також товариш Алекса по збірній, захисник Алессандро Неста і партнер по «Ювентусу» Джанлуїджі Буффон. На цьому шоу футболісти розповідали анекдоти один про одного і жартували на тему футболу. Під час кубка Конфедерацій 2013 року коментував матчі збірної Італії. На початку березня 2016 року взяв участь в італійській версії реаліті-шоу «Танці з зірками». Його партнеркою була професійна танцівниця Роберта Бекаріні. Варто зазначити, що в цей танець «вплели» фрагмент 1/2 фіналу Чемпіонату світу-2006, коли гол Дель П'єро допоміг Італії вибити Німеччину. За цей танець пара отримала найвищий бал.

### Реклама
Дель П'єро знявся в багатьох рекламних роликах. Він з'явився на обкладинці відеогри «FIFA 2004», італійської версії ЧС-2006 і «Pro Evolution Soccer 2010», знімався в рекламі таких брендів, як «Adidas», «Bliss», «Suzuki», «Cepu», «Walt Disney», «Pepsi», «Fiat», «Uliveto» та «Upper Deck». З 2004 року разом з Крістіною Чіаботто брав участь у рекламних роликах мінеральної води «Rocchetta».

### Літературна діяльність
17 квітня 2012 року Алессандро Дель П'єро презентував анонс автобіографічної книги «Giochiamo ancora» («Ще пограємо»), початок продажу якої був запланований на 24 квітня.